# マテリアル・パズルの登場人物一覧
マテリアル・パズルの登場人物一覧（まてりあるぱずるのとうじょうじんぶついちらん）では、土塚理弘の漫画作品『マテリアル・パズル』に登場する架空の人物について解説する。
第0章である『マテリアル・パズル ゼロクロイツ』の登場人物については当該記事を参照されたい。

## 主人公とその仲間達

### 「三人」の主人公
本編の主人公。100余年前ドーマローラ国が消滅する際、「星のたまご」に魂を取り込まれたことで不老不死となった3人の少年少女達。同時にこの世に存在できるのは基本的に1人だけであり、その人物が「死亡」することで残り2人のどちらかに存在そのものが入れ換わる（これを「存在変換」と呼ぶ）。
その身体は「星のたまご」そのものが変化した人形のようなものであり、本来の身体は既に失っている（「クゥ」の項目も参照）。また抵抗力や免疫力がほとんど存在せず、1回の寿命はむしろ常人よりも大幅に短い。
ティトォ　
不老不死の三人のひとり。17歳のときに不老不死となり、その姿が固定されている。かつては知識欲旺盛な普通の少年で、（判明している限りでは）三人の中で不老不死になる前からグリ・ムリ・アとの面識がある唯一の人物でもある。
直接的な戦闘力は低いが、膨大な時を経て培ってきた知識・判断力・分析力を持ち、戦闘では様々な知略で敵を追い詰め、仲間を援護する、主役勢の中における参謀的存在となる。記憶力も非常に高く、一度見たもの聞いたものを決して忘れないが、唯一ドーマローラ消滅時の記憶だけが曖昧になっている。
ドーマローラ消滅直後しばらくの間は、逆に自分の名前以外の記憶を失っており、あてもなく旅をする中で時々頭の中に響くアクアとプリセラの声や、存在変換の度に記憶が途切れることの原因がわからず不思議に思っていた。
好物は魚介類。絵を描く事が趣味だが天才的に下手。三人の中では一番厳しく、しかし一番優しい性格（厳しさも相手への思いやりの裏返し）。何事も見透かしたような目を持ち、常に冷静で穏やか。考え事をするとき、こめかみを指で叩く癖がある。
章ごとに服装の変化があるが、女性キャラクターたちと比べるとその変化は少なめ。シンプルな形の長袖と長ズボンに袖のない上着を羽織る。第1章では上着の胸元に丸い飾りのようなものがついており、これはおやつのおまんじゅう。第2章中盤に登場した際には上着の丈が増し、マントに近い形状になったが、それ以降は上着はなくなり長袖と長ズボンのみとなっている。
- 使用魔法：ホワイトホワイトフレア　【属性「活」、魔法レベル55】
炎の魔力を変換し、癒しと強化のエネルギーを作り出す魔法。「活力の炎」「WWフレア」とも表記。変換した白い炎を纏った者の傷を癒やし、肉体や様々な能力を強化する（回復や強化の度合いはある程度操作可能）。ただし、その力の源であるティトォは少しずつ疲労する（対象者の肉体が強靭なほど消耗も激しい）。纏わせた人物の感覚はティトォにも伝わり、植物や虫、そして（身を委ねている）仲間ならば炎を介し動きの操作も可能。また、テレパシーのように炎を纏わせた相手と対話することもできる。そして、敵にあえて魔法を纏わせた後に本来の炎に戻せば、相手を火だるまにすることができる。これがティトォの唯一の直接的な攻撃手段とも言える。なお、魔法の効力は細胞にまで浸透しているため、少々の水を被った程度では炎が消えることはない。
副作用として、何度もかけ続けられた者はその後も力が引き出されるようになる。
- 仙里算総眼図（せんりざんそうがんず）
魔法とは別に、ティトォが100年以上の時間を培って編み出した、「一を知り十を知る」力。対象の発する言葉、表情、行動を情報の欠片として集め、それらを分析することで、対象の行動パターンを完全に把握する。対象は1体に限られ、また発動には膨大な情報を取り入れる必要があるが、完成すれば対象の数十秒間の動作を完璧に予測する事が可能となる。
戦闘以外でも、未知の人物や兵器の正体の推理にも使用出来る。
『マテリアル・パズル ゼロクロイツ』に登場する同名の能力とその詳細は「マテリアル・パズル ゼロクロイツ#用語」を参照。

アクア　
不老不死の三人のひとり。13歳のときに不老不死となり、その姿が固定されている。三人の中では最初に本編に登場した。かつては妹思いのごく普通の少女だったが、ドーマローラ消滅に巻き込まれ瀕死の傷を負った際にティトォの側に居合わせ、共に不老不死となる。最初は妹を守れず自分だけ生き延びた事を後悔していたが、その感情をグリ・ムリ・ア、そして無力な自分への怒りに変え、何もかも破壊したい一心で強力な破壊魔法の使い手となった。
三大神器の一人舞響大天が、死んだはずの妹アロアであった事で、自身が彼女と戦う運命にあり、それこそが自らの旅の終わりであると確信している。
三人の中で最も大きな魔力を持ち、最初に魔法の才能を開花させたのも彼女。大きさだけなら五本の指のヨマより上と評されたこともある。
外見通りの子供のような無邪気さと、歳相応の老婆のような貫禄を併せ持つ。とても気が強く、また人をこき使うことを楽しむサディストであるが、かなり強がってキャラづくりをしているらしく、実は三人の中で一番精神的に弱い。また、100年前は今とは正反対の性格だった。好きなものは飴と動物。特に飴が大好きなため、魔法の媒介にも飴玉を使用する。
服装はいかにも魔法使い然とした青い服と帽子。髪型は長いツインテールで、それぞれが途中で大きく一回転している。ただし、大きな帽子を被っているときはその中に隠れる。章ごとに服装が大きく変化しており、序章では動きやすそうな長袖と長ズボンの上にローブを羽織り、ウサギの耳のような飾りのついた帽子を被る。第1章では帽子がとがった形に変化、先端に丸い飾りがつく。第2章からは短めのスカートと一体になった厚手の服、手には大きな手袋をはめる。帽子の先端の飾りが取れ、側面にリボンがつくようになる。第3章ではファンタジー色の濃い服装となり、リボンとブローチで飾られた白いマントに厚底の靴、帽子が右側のツインテールに引っかかっているという独特のスタイルとなっている。
メモリア魔法陣第一段階・第三戦敗退。
- 使用魔法：スパイシードロップ　【属性「壊」、魔法レベル70】
飴玉の魔力を変換し、破壊のエネルギーに変える魔法（最初のみ、アクア自身の魔力を破壊エネルギーに変換し、飴玉に込めて発現する魔法と説明された）。基本的に爆発を伴うが、火薬等のそれとは異なり、素粒子レベルで対象を分解する純粋な破壊の魔法。そのため火種や空気を必要とせず、破壊の際に熱や放射能なども発生しない。威力はツッコミから実戦レベルまで自由自在で、飴玉を投げつけるよりも手に持った棒つきの飴で直接触れた方がより強力となる。また、自身や媒介とした飴玉自体に魔法は全く影響しない。
バリエーションに、数個の飴玉を円の動きで弾きつつ飛ばす「スパイシードロップマーブル」、および10個以上の飴玉を狭い範囲で弾き合わせる事で威力を増幅、槍状に放ち対象を貫く必殺技「ブラックブラックジャベリンズ」がある。

プリセラ　
不老不死の三人のひとり。19歳のときに不老不死となり、その姿が固定されている。かつては踊り娘として暮らしていたごく普通の女性だったが、ドーマローラの消滅に巻き込まれ瀕死の傷を負った際にティトォの側に居合わせ、共に不老不死となる。
他の二人と異なり魔法の才能はなく、全く使えない為、100年間ひたすら体を鍛え続け、あらゆる格闘戦術・知識を習得した。結果、不老（若いまま）の肉体が人間の限界を超えて「進化」し、肉弾戦では拳一つで岩すら砕くほどの、地上最強の戦闘力を身につける。ただし、魔法攻撃でなければ倒せない相手の場合、魔法を使えない弱点が出てしまう。
姉御肌な性格をしており、年長者としての面倒見の良さ、理解力を見せる。また、肉体の鍛錬に伴って凄まじい食欲を身につけており、外見は変わらないまま何十人前もの食事を平気で平らげることができる。
ドーマローラ消滅の時には妊娠しており、不老不死の呪いを解かない限り子供を産む事は出来ないため、元の身体に戻って出産を果たすのが、彼女の目的であり生きる意味。不老不死と結界文字（後述）の影響で戦闘をしても問題は無いが、ティトォとアクアが身を案じている事から、滅多に表に出ることはない。
章ごとに服装が変化するが、必ず腹の「檻」の結界文字が露出するデザインとなっている。第1章では袖が独立し、肩の露出したジャケットに短パンと膝までの長いブーツ。短パンについている丸いものはおしゃぶりであるとのこと。第2章ではジャケットがなくなり、腕にプロテクターのようなものがつくようになる。下半身は長ズボンにブーツ。第3章では第1章に近い形状となったが、黒色（濃い紫色）で統一されたデザインとなっており、ジャケットはなく、体のラインが強調された姿となっている。
- 使用魔法：なし
- 魔法の筆（正式名称不明）
腹にある文字は、中の赤ん坊を守る為に、バレットにメモリアに伝わる魔法の筆で書いてもらったもの。画数が多いほど強力な結界を張る効果があり、「檻」の字の19画は、本来魔獣等を縛り付けるために使われる程の、強力な多重結界を張る。それを張り続けるプリセラの力も大きく削がれ、何より母体が不老不死のため必要性はあまりないのだが、プリセラは「生むことすらできないお腹の子にしてやれるせめてものこと」としてこの文字を選んだ。
画数を減らすたびに力が戻り、パキ島での最終決戦でブライクブロイドと戦った際に初めて数画（木偏の部分）減らす。その後全画を消去すると、それまでほぼ互角に戦っていたブライクブロイドを子ども扱いするほどの力を出した。

なお、3人は自分たちの事を「罪人」と言っているが、その理由は未だ不明。また3人はアダラパタ曰く「人形のような瞳」をしており、その表現として3人の目の中には瞳孔が描かれない。回想などに出る不老不死になる前の彼らには、他の人物と同じように瞳孔が描かれている。
M・P（マジック・パイル）ティトォ
ティトォ達の身体を構成している「星のたまご」をコントロールして、3人の魂を同時に表へ出す事によりティトォの思考力と回復魔法、アクアの魔力と攻撃魔法、プリセラの格闘能力を全て備えた姿。
見た目は赤髪のティトォだが人格は三人の内の誰のものでもない「三人そのもの」。荒々しい性格をしており一人称は「俺」。
最初は薬によるコントロールを行っていたが、実験による体力の低下等が見られたり、同時に2人の魂しか出せなかったりしたが、その後五大石の精霊によるサポートを経て、最後は戦いへの「覚悟」を胸に、何にも頼らない完全な発動ができるようになった。
パキ島での最終決戦時に万全の体制でクゥに戦いを挑むが、クゥにより保存されていた本来の肉体に強制的に魂を戻されてしまう。M・Pが不可能になっただけでなく、100年間鍛えた肉体を失い、魔法も使えなくなってしまう。その直後にコルクマリーの襲撃を引き金としたクゥの暴走に巻き込まれ、その後の3人の生死は不明である。
- 使用魔法：ホワイトホワイトフレア、スパイシードロップ
  - スパイシードロップマーブルジェンカ　スパイシードロップマーブルをパンチと共に敵に叩き込む技。

### 仲間たち
御風（ミカゼ）　
声 - 斉藤壮馬（ボイスコミック版）
辺境の村ミルホット出身の少年。彼がアクアを訪ねた事から本編のストーリーは幕を開ける。本作の準主人公であり、頻繁に入れ換わる主人公達に代わる語り手的役割も持つ。
村一番の武術の使い手であり、突如襲った脅威から村を救ってもらうために不老不死の三人を訪ね、その結果グリ・ムリ・アと三人との因縁を100余年越しに復活させるきっかけを作る。一時は戦いに巻き込むまいとしたティトォに置いていかれるが、家から連れ出す際にアクアと交わした「再び家まで送り帰す」という約束を果たすため、また「強く生きる（“強くなる”とは異なる）」ための力を得るために、自ら旅に同行する。
アクアとの約束の際、その契約の証としておめんを被せられる。2話目の冒頭で被らされたおめんは度々変わったり（全9回）壊れかけたりしても取れることはなく、メモリア魔法陣にて外れるまで100話以上に渡って素顔が現れることがなかった。
常人離れした身体能力、特に脚力を持つマテリアル使いで、脚技を中心とした格闘で戦う。最初はティトォの魔法で強化されても魔法使い相手に苦戦する程度のレベルだったが、数々の戦いを経て成長していき、また、おめんに宿ったシシメから様々な技も伝授され、魔法使いと素の状態でも対等に戦えるまでになる。そしてメモリア魔法陣で優勝し、見事禁断魔法の継承者となる。
パキ島での最終決戦でクゥが暴走してから2年後にジャンクーアの息子と娘と接触。彼らとともに世界を救うための旅に出る。特別編にてこの間の経緯の一部が語られ、リュシカのエンゼルフェザーにより謎の化石が埋まる地へと飛ばされる。そこでキルリアントムと交戦するが、同時に「魔王の骨」の力に目覚めたらしき姿が描かれた。
- 使用魔法：命七乱月（いのちななつみだれづき）　【属性「命」、魔法レベル不明、魔法アイテム：巨大な剣】
禁断五大魔のひとつ。グリ・ムリ・アのような悪しき者から守るために、メモリアの初代女王が他の魔法に存在を変換して封印していた。メモリア魔法陣を勝ち抜いた者にその封印が解かれ、授けられる。7人の魔法使いを生贄にして、魔法を超えた存在を生み出す魔法とされる。
その魔法器具の形から、人々の間では伝説の最強剣としても言い伝えられている。
『マテリアル・パズル ゼロクロイツ』では「始まりのクロイツ・ヌル」として登場し、そこで初めて詳細が語られる。詳細はマテリアル・パズル ゼロクロイツ#ヌルを参照。
- その他の使用技1：対攻撃魔法奥義「万象の杖（ばんしょうのつえ）」
ミカゼがメモリア魔法陣を勝ち上がるためにシシメより伝授された技。体内に魔力の流れを作り出し、片方の掌で魔法を受け止めて、対角の足から地面へ放出することで、無傷で魔法攻撃を受け流す防御技。それが魔法によるものであれば打撃攻撃でも無力化が可能。強力だが一歩誤れば体内で相手の魔力が暴発し、逆に致命傷となる危険性もある。また左手で行った場合、心臓を魔力が通過するためより危険度も増す。
ミカゼは左手での使用を完全に習得しただけでなく、脚まで魔力が到達した刹那、その脚で相手に蹴りを叩き込むことで、魔法の威力や効果をそのまま相手へはね返すカウンター技を独自に編み出した。
- その他の使用技2：「焔弧（えんこ）」
ミカゼがメモリア魔法陣を勝ち上がるためにシシメより伝授された技。足を地に置きどっしりと構え、両手の指先に全身の力を集め、回転と共に叩き込む打撃技。万象の杖を使った直後に相手に出来る隙にこの技を繋げるのが理想的な連続技とされる。両手で放つのが基本だが、素早く片手で放つことも多い。

リュシカ　
アルカナ大陸北部の港町リーブでパン屋を営んでいた少女。孤児院「ムジナの穴」で育ったが、その孤児院を営む夫婦（彼女にとっては親代わり）が亡くなり、塞ぎこんでいたところを女神に生きる勇気を与えられ、女神の三十指に入る。女神を正義と信じ切っていたが、アダラパタに操られたことと、それを救ってくれたティトォに説得されたことで三十指を離脱。パン屋を孤児院のみんなに任せ、夫婦の死の真相を突き止めるためティトォ達に同行。
元々ティトォは、裏切り者として女神側に処刑される危険があるリュシカの安全を確保するために旅に同行させており、戦わせるつもりはなかった。リュシカ自身も一時は力不足から自分が足手まといだと感じるようになり、メモリア魔法陣を最後に旅を終えようとした。しかし、パン神の言葉と自身の決意により結果として仲間達と一緒に行く道を選ぶ。メモリア魔法陣決着直後の三十指の騒乱では、自身は夜馬に敗れたものの、封印解除儀式に立ち会うためマージ島を出ることが出来ないバレットの命を受けチョー夫妻やメモリア城住人の避難、魔法陣参加各国への支援要請などに奔走した。パキ島での最終決戦にも同行するが、その後の消息は不明。特別編にてミカゼの口から『ゼロクロイツ』にて先行登場したエンゼルフェザー・堕天黒（タナトス）を発動したと思われる。
猛烈な天然娘で、よく人の名前を間違えてツッコまれる。(スライム-クライム、ブリン-グリン、ネクロマンサー-ネクバーパ等)また、「ですよ」を「ですょ」、「ますよ」を「ますょ」など、語尾の「よ」を「ょ」と発音する癖がある。パンづくりの腕前は本場メモリアの職人でさえ驚くほどで、パンの神様であるパン神が降臨したこともある。
章ごとに髪型や服装が大きく変わるキャラクター。第1章では髪型はポニーテールでボリュームのある前髪（4巻のおまけで付け毛と語られるが真偽不明）、服装は半袖のジャケットに長ズボン。第2章の途中から髪型はツインテールに変化、服装は長袖のジャケットに半ズボン、足にはブーツを履くようになる。第3章では一気に複雑化し、ツインテールの形状が変化、カチューシャを付けるようになる。上着の形状はブレザーに近くなり、ミニスカートとタイツ（ニーソックス？）を着用。全体的に装飾が増え、ファンタジー色の濃いデザインとなった。
最初の出会いがティトォであったことや、魔法陣で成長するきっかけが彼とのぶつかり合いなど、ティトォと関わる描写が多い。特に、『彩光少年』では仲間内で唯一ティトォの異変に気付いているような描写がみられる。
メモリア魔法陣第二段階・第一戦敗退。
- 使用魔法：エンゼルフェザー　【属性「羽」、魔法レベル23、魔法アイテム：羽の飾り】
風の魔力を変換し、羽を作る魔法。羽は物体を自由に飛ばしたり、防御壁や攻撃の補助に使ったりすることが可能。汎用性が高い反面直接的な攻撃力に乏しかったが、後に無数の羽を吸い込み体内で圧縮、くしゃみと共に嵐として放つ「リュシカ＝ヘル＝ストーム」や、さらにパン神の助言で、風をパンのように捏ね上げて放つチョココロネ、カレーパン、クリームパンなどの様々なバリエーションの攻撃を習得した。またティトォとの合わせ技で、超圧縮した羽と共にホワイトホワイトフレアを相手の内部に送り込み、同時に本来の風と炎に戻すことで内部から大爆発を起こすメギドウィングがある。
『マテリアル・パズル ゼロクロイツ』に登場する同名の魔法とその詳細はマテリアル・パズル ゼロクロイツ#フェーダードライを参照。

ジール・ボーイ　
アルカナ軍の秘密部隊である「アルカナ特捜隊」隊長であり、女神の三十指の上位「五本の指」の一人に入っていた実力者。「鬼人」の異名を持ち、その名は広く知れ渡っている。異常に高い魔力が肉体を守っており、魔法攻撃はおろか、銃や大砲といった兵器すら並の威力では傷一つ付けられない。時としてギャグになってしまう程の直線的過ぎる言動もする、生真面目で不器用な性格の持ち主であり、自身を強く鍛え続けていたのも、才能に恵まれ奔放に生きる兄エル・ボーイに抱いたコンプレックスを振り払うためのもの（実際はジール・ボーイの方が才能はあるが、彼自身が興味を持った特定のジャンルの全てにおいて兄が優れていた）。
三十指に加わっていたのは、女神に迫ることで失踪した兄と母親の行方の手がかりを掴むため。それゆえに魔法使いであれば同じ三十指であろうとも取り締まっていた。当初は不老不死の三人を危険視しており、不本意ながらアダラパタの策に乗る形でパラディア空港を目指すアクアの前に立ち塞がった。最大出力のブラックブラックジャベリンズを彗龍一本髪で砕きアクアの戦意を喪失させるが、存在転換したプリセラの圧倒的な格闘力に敗北。それを機に三十指を離脱し特捜隊も辞職、アダラパタに殺されたメッツの仇と、兄・母親の捜索のためティトォ達の仲間となる。三十指離脱の際アダラパタに利き腕である右腕の魂を奪われ、左腕でしか魔法を放てなくなった上に、魔力のバランスが崩れ攻撃力防御力共に半分程度にまで低下したが、修行により次第に力を取り戻してゆく。
パキ島での最終決戦ではジャンクーアと共闘し舞響大天に挑むが、クゥが暴走した後の消息は不明。
尖がっているものが好きで、ヘアースタイルも小さな鬼の角が何本も生えているような独特のトゲトゲしたもの。また、戦闘服も肩（第1章では腰にも）に角があしらわれている。
メモリア魔法陣第一段階・第二戦敗退。
- 使用魔法：三獅村祭（さんしむらまつり）　【属性「拳」、魔法レベル99、魔法アイテム：右手の甲に埋め込まれた3つの飾り】
魔力を宿した拳で殴るという、単純だが非常に強力な魔法。かつて3人の魔法使いが編み出した3つの魔法（魔法拳と呼ぶ）が1つになったもの。
  - 魔法拳 - 士熊（シグマ）　大岩をも砕く破壊力の高い拳。通常攻撃ではもっと決め手として使われることが多い。
  - 魔法拳 - 飛燕（ひえん）　威力は他二つに劣る（それでも岩を楽に砕く）が射程の長い、遠距離攻撃用の拳。抜き手から放ち、魔力を鋭く飛ばす飛燕・啄（ついばみ）も存在。
  - 魔法拳 - 牛輪（ごりん）　同時に5発の拳を放つ、対多数用の拳。威力・射程共に飛燕と士熊の中間。

さらに2種類の拳を組み合わせることで、2つの魔法拳の特性と威力を融合・強化させた「合成魔法拳」を放つことができる。最初はそれぞれの魔法を宿らせた両手を打ち合わせて強引に魔法構築を行っていた（つまり両手でないと使えない）が、修行と迷いを断ち切ることで左腕（正確には指先での魔力構築）だけでも放つことが可能となった。
  - 彗龍一本髪（すいりゅういっぽんがみ）　士熊＋飛燕。彗星のように尾を引く1つの強大な魔力を放つ。決め手として用いることもある、安定した威力を持つ技。
  - 八ツ首卍龍（やつくびまんじりゅう）　飛燕＋牛輪。龍を思わせる魔力を同時に8発放つ。決め手として放つことは少ないが、攻撃の相殺など連撃を生かした使い方が多い。
  - 華龍三ツ眼（かりゅうみつまなこ）　士熊＋牛輪。巨大な球状の魔力を同時に3発放つ。高威力の技を組み合わせているためか、とどめ、あるいは切り札的な用い方が多い。
  - 神薙神無（かんなかんな）　士熊＋飛燕＋牛輪。3つの魔法拳を融合した完全合成魔法拳。術式の組み立てだけでも肉体の崩壊を伴う危険なもので、プリセラに阻止されたため未発動に終わった。しかし、その際の余波でもすさまじい破壊力を見せている。

第四章では右手の魂が戻り魔法を極めたジール・ボーイによって完成・発動された。かつての両手で魔法拳を打ち合わせて構築するスタイルはそのままだが、片手での合成魔法拳が可能となったことで彗龍一本髪、八ツ首卍龍、華龍三ツ眼が合成されている。三獅村祭を極めた証として魔力が巨大な手甲と化すが、この手甲が神薙神無なのではなく、合成魔法拳を極め放たれる技が神薙神無であり、手甲が破壊されても神薙神無は撃てる。
サン　
ティトォ、アクア、プリセラを師匠と仰ぐ精霊使い（マテリアル使い）。宝石をちりばめた、派手なスーツとシルクハットに身を包む。かつて彼らが高台の家に住んでいた頃に押しかけて、半ば無理やりに弟子入り(?)した。その時にアクアらにしごかれたおかげで、精霊使いとしての能力に目覚める。アルカナ大陸でのんびり石探しの旅をしていたところをアクアと再会してしまい、同行させられた。臆病でいつも逃げてばかりだが、本気で戦えば三十指に勝るとも劣らない。命七乱月封印解除儀式攻防戦では瀕死の重傷を負わされた夜馬への怒りから大精霊の召喚に成功。その行動が、内心でM・P完成への躊躇いを残していたティトォらに覚悟を決めさせた。パキ島での最終決戦にも同行し、ティトォらの戦いを支援するが、クゥが暴走した後の消息は不明。
元来は同じ土塚理弘の漫画『1/Nのゆらぎ』のナレーター役である。
- 使用魔法：なし
- 使用能力：石（宝石や星のたまごのかけらを含む）に宿る精霊と会話したり呼び出すことができ、精霊の力を借りることができる。精霊は石の数だけ存在し、石によって攻撃や回復など、様々なことが出来る。また、五大石の精霊を呼び出すことも可能。なお、「精霊使い」という設定は、彼がメインで登場した『1/Nのゆらぎ』の第3いぬ「シルクハットは落ち着かない」からのもので、同話によるとこの能力の使い手は「バケラッタークス」と言うらしい。

グリン　
第2章の主人公的存在。世界一の大国「メモリア」の王子。しかし30年前に自らの禁断魔法「ゴッドマシン」を発動させてしまったことで30年間歳を取る事無く眠りについていた。ティトォらのメモリア到着と時を同じくして目を覚まし、再会に至る。生まれたのは60年前だが、何度か「ゴッドマシン」の反動で眠りについているため、肉体・精神共に15歳程度。歴代のメモリアの王族で最強の魔力を持つとされる。
気さくで好戦的な性格だが、「時の眠り」のたびに時間・人間関係から取り残され、孤独を味わっているので、友達をなくすことを極端に恐れている。
自分のように時間の感覚が人とは違うティトォ達が最大の親友であり、彼等の敵である「女神の三十指」と戦うと決めており、ヨマが起こした騒乱ではメモリア城内で影鬼・ボブリッツを退けた。だが、メモリア魔法陣決着直後に城内でテロを起こしたコルクマリーからマルチーノを救うためゴッドマシンを使ってしまい、（その場ですぐ眠ることはなかったが）封印解除儀式攻防戦でM・Pティトォと共にヨマを倒した後、時の眠りに入ってしまう。その夢の中でメモリア初代女王から、パキ島での最終決戦でティトォ達が敗北した事実を知らされ、魂のみが「女神と大魔王の伝説の時代」に遡り、第0章＝『ゼロクロイツ』の主人公であるベルジ達の戦いを見届ける事になる。
メモリア魔法陣第二段階・第二戦敗退。
- 使用魔法1：穿印(うがちのいん)　【属性「雷」、魔法レベル57、魔法アイテム：長い柄のハンマー】
ハンマーのような魔法武具を持つことによって使用できる雷の魔法。体内の電気を変換、増幅する。ハンマーの両面に“陰”“陽”の文字が反転して彫られており、“陰”の面で叩いたものに「点精印」という印を標す。その後“陽”の面にエネルギーを込めることで、自身を雷（天紫）と化し、「点精印」をつけた対象へ超高速の落雷「天紫点精穿印（てんしてんせいうがちのいん）」を叩き込む。バリエーションに、“陰”の面で地面を砂埃状に巻き上げて作った、雷雲状の結界に対象を閉じ込めた上で放つ「天紫結界穿印（てんしけっかいうがちのいん）」も存在。
「点精印」の特性を利用し、移動や回避手段に使うこともある。また普通にハンマーを振るうだけでも雷撃を生み出し、雷の防御壁を張ることも出来る。
魔法器具であるハンマーは、一度斬り裂き魔（コルクマリー）に破壊され、修復された際に形状が変わる。またシュダンがグリンを探す際にコンパス代わりに使われたり、グリンの呼びかけに対し超スピードで飛んできたり、さらにヨマ戦ではバラバラに破壊されても元通りになる等、超常的な力も見られる。
- 使用魔法2：ゴッドマシン【属性「時」、魔法レベル不明】
グリンが生まれつき持っている、禁断五大魔のひとつ。魔法の「船」を作り出し、自分や周辺の存在と共に、時の流れを移動できる魔法。時の流れの中に留まれば停止した時間の中で行動でき、流れの先に移動すれば未来へ、さらに遡ることで過去へすらも移動が可能。しかし、過去に移動してしまうと、その反動として年単位の眠り（時の眠り）に陥ってしまう。それ以外（時間停止・未来移動）の場合は疲労は激しいものの時の眠りには陥らない。なお、ゴッドマシン使用中は何かに攻撃を加えることはできなくなる。
時の眠りの間、肉体年齢は眠りに入った頃のまま歳はとらないうえに、更なる魔力がグリンの体内に蓄積される。また、眠っている状態で、本来はティトォ達の精神世界である「夢の樹」に入り込んだことがあった。
幼いころは自分の意志で制御することができず、グリンはたびたび過去移動を起こして時の眠りに陥っていた。

獣面（シシメ）
齢を重ね知性を持った魔性の獣。かつて好き放題に力を振るい暴れていたところをメモリアの魔法使いに敗れ、対攻撃魔法奥義「万象の杖」を編み出してメモリアへ復讐を挑んだ。しかし、以前よりさらに強い魔法使いが多くいたため、返り討ちに遭った上に仮面に封印され、長らく忘れ去られていた。
仮面に近づいたミカゼのおめんに乗り移り、再びメモリアへの復讐を企むが、そのミカゼに弟子入りを志願される羽目になる。当初はミカゼの体を乗っ取るつもりでいたため、師匠・弟子の関係に対し否定的であった。魔法使いに敗れた経験からか未知の魔法・敵に対しては神経質なまでに注意を払うようミカゼにも忠告し、また、将来的に自分の体として使おうとしている御風が大きなダメージを受けるとすぐにギブアップするように促すなど悲観主義的な面もあった。しかし、この慎重なシシメの性格と突撃主義的なミカゼの性格とがうまく噛み合い、メモリア魔法陣を順調に勝ち進んで行くことができた。そして、勝ち進むに連れて徐々にシシメもミカゼを信頼するようになり、また師匠としての情も移ったのか、チョーとの決勝戦では自らの命を賭してミカゼをかばい、瀕死のダメージを負う。ティトォの魔法で一命は取り留め、さらに自分の意思で動けるようになる（その際なぜかねこに似た姿に変化した）。パキ島での最終決戦にも同行、その後もミカゼと行動を共にしていたようだが、4章での消息は不明。「魔王の骨」を病気として認知していた。
ミカゼの「万象の杖」と「焔弧」は元々はシシメの技であり、彼が伝授したものである。本編ではシシメ自身が使用する場面は存在しない（一度ミカゼの体を操って使用したのみ）。
- 使用魔法：なし

## 女神とその部下たち

### 女神
グリ・ムリ・ア　
ティトォ曰く「世界を破滅に導く存在」。100余年前、その野望を引き金にドーマローラを消滅させている。その後存在エネルギーの研究を重ね、「星のたまごのかけら」の力で一時的ではあるがティトォらと同じ不老不死の身体になり、アダラパタの策謀の元、伝説の「女神」の名を名乗ることで配下と力を集め、「星のたまご」を持つティトォ達を狙う。
「女神」と名乗ってはいるが外見は普通のおばさんであり（ブライクブロイド曰く「カバデブ」）魔法も使えないが、優れた科学力を持つ科学者であり、魔法にも匹敵する様々な道具を作り出せる。趣味はケーキなどのおやつ作り。ドーマローラにたどり着いたときは「ムリア」と名乗り、当時はティトォと共に星のたまごの研究を行っていた。
その正体は星同士の戦争で自分の母星を失って、漂流の末ドーマローラに流れ着いた異星人であり、「星のたまご」、そして「大魔王デュデュマ」の力を使い、究極の存在変換によりティトォらの星をかつて滅んだ自らの星と入れ換え、亡くした息子を取り戻そうとしている。なお、彼女自身は長い年月の果てに一度これを諦め、大人しくティトォたちの星で骨を埋めようとも考えていたが、同時期に最初の三十指である幼少期のアダラパタが接触し、本格的に活動を始める事となる（ダークアイ・Ｑはこの出会いを決して戻れない奈落に突き落とされたと表現している）。
クゥがティトォたちに星のたまごを託していたことを知らず、パキ島での最終決戦時に初めてその事実と、クゥの真意を知るが、直後、コルクマリーの襲撃により斬殺される。
- 作り出した道具：「どこでも木の実（木の門で空間を繋げ、離れた場所を行き来する）」、「即席空間ふろしき（隔離空間を作り出す）」など

### 三大神器
ブライクブロイド
三十指を超える力を持つ三大神器（さんだいシンキ）の一人。ドーマローラの生き残りで、「星のたまごのかけら」の力でグリ・ムリ・アと同じ不老不死となる。人並み外れた魔力により無意識のうちに星のたまごのかけらを集めてドーマローラの消滅から生き残った際に、自分以外何もない世界を目の当たりにし、それまで実感できなかった自分の存在や生きていることを感じることができるようになる。強大な魔力を持ち、ドーマローラ消滅から生き残った上に真紅虎龍牙を呼び出し、更にそれに喰われそうになってもなだめ、押さえ込むことができるほど。享楽的な性格をしており、自分自身さえもゲームの駒と考え、戦いを楽しんでいる。自分の生きている意味を知りたいと思っており、プリセラとの戦いを通してそれを悟ろうとしていた。パキ島での最終決戦でプリセラとの一対一の勝負を挑み、追い詰められ死の恐怖を感じたことで、“自分はプリセラと闘う為に生まれてきた”という答えに辿り着く。そして禁断魔法の真の力を解放してプリセラに襲いかかるが、ジャンクーアの介入で結界が解かれ中断。直後にクゥの暴走が起き、その後の消息は不明。
- 使用魔法：真紅虎龍牙（しんくこりゅうが）　【属性「血」、魔法レベル不明、魔法アイテム：魔爪棍】
禁断五大魔の一つで、無限増殖魔法。魔法アイテムは三本の爪と球体のついた棍のような形で、普段はブライクブロイドの血と同化して体内におさめられている。魔法アイテム自体も強力な武器で、飛行能力を持つほか、ひとたび力を解放すれば、城1つを周囲の地形ごと跡形もなく消滅させてしまう。
血を操る魔法で、その真の力は自分の血液から無限に分身を作りだす事。その他にも周りの人間の傷口から血を噴き出させたり、血を鎖状にしてバラバラになった自分の体を繋ぐことができる。
かつては大地に封印されていたが、デュデュマとクードラドールの激突により封印の扉の門がゆるみ、ブライクブロイドを憑代にして（喰って）復活しようとした、魔法具自体が自我を持つような異様な性質と姿を持った魔法。ブライクブロイドの力により一度大地に還され、その後完全な形で復活する。
『マテリアル・パズル ゼロクロイツ』にも登場。詳細はマテリアル・パズル ゼロクロイツ#ブルートゼクスを参照。

舞響大天（ぶきょうたいてん）
三大神器の一人。頭に巨大な鐘（ベル）を被った女性。言葉の語尾を歌うように繰り返す癖がある。その正体はアクアの妹アロアであり、人並み外れた魔力により無意識のうちに「星のたまごのかけら」を集めてドーマローラの消滅から身を守った。星のたまごのかけらの力でグリ・ムリ・アと同じ不老不死となっているが、ドーマローラ消滅から生き延びた際に心が壊れ、精神が狂気に近い域に達してしまい、自らの手で姉を殺すことを望んでいる。月丸と太陽丸の育ての親でもある。なお、姉のアクアよりも肉体が成長しているが、これはグリ・ムリ・アが星のたまごのかけらの存在エネルギーの研究に時間を費やしていたため、不老不死でない期間があったことによるもの。
ジャンクーアとは因縁があるらしく、パキ島での最終決戦ではジール・ボーイと共闘したジャンクーアから挑まれるが、直後にクゥの暴走が起き、その後の消息は不明。
- 使用魔法：ヘルキルデスベル　【属性「歌」、魔法レベル不明、魔法アイテム：不明（鐘？）】
禁断五大魔の一つ。奏でる音や歌で、聴いた者を内側から壊す魔法。本編では、激しい頭痛に襲われ耳などから血を流したり、心を狂わされ自殺する効果が登場している。また、衝撃波を飛ばして物体を破壊したり、音の反射を利用して周囲の状態を把握することもできる。
- その他にも、死んだ三十指の魔法を使うことができるらしく、劇中では影鬼の妖老裸骨蛇を使用した（これが舞響大天個人の能力なのか、三大神器共通のものなのかは不明）。

クゥ
三大神器の一人でグリ・ムリ・アの側近的な存在。仮面でその顔を隠しているが、その下には少年のような顔立ちの素顔がある。グリ・ムリ・アがドーマローラに漂着した時から共に存在し、彼女を「お母さん」と呼ぶことを望んでいるが、グリ・ムリ・アはそのことを強く禁じている。最強の魔力、最強の魔法を有しており、その力はデュデュマすら超える史上最強の魔法使い。後述する理由によりティトォに拘っている。
その正体は、グリ・ムリ・アの母星が滅んだ時に誕生した星の分身クードラドール（ティトォ達の星におけるデュデュマに相当する）。母星から脱出したグリ・ムリ・アに接触、彼女の心を読み取り、彼女が失ってしまった息子、グリムの姿へと存在変換する。
グリムの姿となった影響か、当初はクードラドールとしての人格で行動していたが、後にグリムの人格が混在している、もしくは二重人格に近い形になっていった。
ティトォに「星のたまご」を渡し、生き延びるようにと言ったのは他ならぬクゥ自身。本当に星の存在変換をしてもいいのか見極め、デュデュマと戦うための力を蓄えるためにあえて星のたまごを手放し、ティトォたちに託していた。
ティトォたちが100年前に捨てた元の肉体を保存しており、パキ島での決戦では強制的に彼らの魂を肉体に戻すことで、戦わずして星のたまごを手に入れる。そして、星のたまごから星の記憶を読み取るが、その最中にコルクマリーによりグリ・ムリ・アが斬殺されてしまう。そのショックによりグリ・ムリ・アの記憶を元にした姿が崩壊して暴走。巨人態となってデュデュマと対峙し、遂にはその力をも吸収してしまう。
- 使用魔法：マザー　【属性「仔」、魔法レベル不明、魔法アイテム：不明】
最強魔法。禁断五大魔の一つで、空間歪曲魔法。空間を破ってワープをする、相手を結界に閉じ込める、隔離空間を破る、暴走したブライクブロイドと舞響大天を抑える為に見えない力で首を掴むなど、様々な効果がある。
ブライクブロイドや舞響大天とは異なり完全に魔法を制御しているため、五大石なしでの使用が可能。
『マテリアル・パズル ゼロクロイツ』において誕生の経緯が描かれる。詳細はマテリアル・パズル ゼロクロイツ#ヌルを参照。

### 女神の三十指

#### 五本の指
ジール・ボーイ　
→仲間たちの項を参照。
夜馬（ヨマ）　
「死神」の異名を持つ。国際指名手配されている犯罪者であり、魔法を与えられ三十指となった後も頻繁に命令無視の暴走をして、アダラパタの手を焼かせる。目つきが悪く、顔には刺青のような模様がある。また、後述の不安定さに起因するのか、途切れ途切れで話す癖がありセリフの各部に「……」が入る（アデルバの本当の名前を知った後は普通に話している）。
「城」に異常な執着を示し、住む人間を全て殺戮することで城を奪い、自らのコレクションしていた。世界最大であるメモリア城を100番目のコレクションにしようと企んでいる。人を躊躇なく殺せる凶悪な性格。一方で極度の暗所恐怖症で、夜はただガタガタ震えながら怯え続けるなど情緒に不安定な面があり、夜の夜馬は三十指最弱とも揶揄される。しかし、アダラパタに魔法の真の名を開放されたことにより、闇への恐怖を克服し、城への執着心も捨て去り、精神も安定するようになった。
幼い頃は罪人の子で、強大な魔力を持っていた為に人々に恐れられ、呪われた子として倉に閉じ込められていた。このトラウマにより暗所恐怖症となり、光を異常に求めるようになる。その時に窓から見えていた城に憧れを抱き、執着するようになった。
命七乱月封印解除儀式攻防戦ではアデルバの真の名を教えられたことで魔法を完成させ、ティトォらを圧倒し窮地に追い込むが、M・Pを完成させた三人とグリンに倒された後、再起不能とみなされアダラパタに処刑される。
メモリア魔法陣第一段階・第五戦敗退。
同じ土塚理弘の漫画『清村くんと杉小路くんろ』第27ねこでは、清村緒乃に因縁を持つ不良「ヤマさん」として登場。そこでは凶悪な性格ではあるものの情緒は安定して仲間思いでおり、目的以外の他人を巻き込む事を潔しとしないが、歩いただけで筋肉痛を起こしてしまう運動不足の人物として描かれている。また、配下のボブリッツ、エイキもそれぞれ「ボブ」「エイ太」として同話に出演している。
- 使用魔法：ムーンアデルバ　【属性「光」、魔法レベル99、魔法アイテム：杖】
光の魔力を変換し吸収、攻撃や回復を行う吸収型の魔法。この魔法の真価は強力な魔力を持つ月の光を吸収した後にあるのだが、アダラパタによって真の名前と月の光を吸収できることを隠されていたため、ヨマは自分の魔法の名前をアデルバだと思っていた。腕を光の刃に変化させたり、レーザーの様な光の矢を乱射したりして攻撃する。攻撃の一つ一つの威力が高く、さらに受けた傷も光の魔力を吸収し瞬く間に回復する。周囲に光さえあればほぼ無敵だが、反面日影や光の届かない場所では攻撃力も回復力も弱まる極端な魔法。
  - 光刺態（こうしたい）
アデルバの奥義。周囲の光を限界以上に取り込み、全身を光のエネルギー体そのものに変換する。接触だけでダメージを負わせることができる他、各能力の大幅な上昇や、偏光による不可視化などが可能となることに加え、物理攻撃を無効化する特性を得る（ダメージを受けるが押しやることなどは可能）。
ただし、晴天の昼間など十分な光量のある環境でないと維持できず、少し影に入っただけでも解けかかってしまう。
  - レフ盤
光を反射するレフ盤を作り出し、影の中にもヨマに光を届かせることが出来る。カッターのように攻撃に利用する事も可能。また、レフ盤も本体と同じく不可視になる事が出来る。
  - ディスパイア・レイ
光のエネルギーを矢に変えて放つ。何十発も広範囲にばら撒くことが可能。
  - 矢――ッ！！
大きなディスパイア・レイ。「――ッ！！」までが技の名前。
  - 月花光刺態（げっかこうしたい）
ムーンアデルバ本来の使い方である、普通の光よりも魔力が高い月の光を吸収して肉体を変換した姿。常に光の中にいなければいけない不完全な光刺態とは違い、一度月の光を吸収すれば一晩中力が持続する。月が満月に近くなるほど力が増し、満月の時は絶大な力と超回復能力により、まともに戦えるのは三大神器クラスのみとなる。変換後の姿は光刺態に比べ実体に近く、身体のパーツの一部が独立して浮遊する幾何学的なもの。また、顔の模様が消えて黒髪になる。周囲の物体も屈折率の操作で不可視化することが可能で、月の引力を利用し物体を浮かせることもできる。
    - 月花光刺態　満月掌（げっかこうしたい　まんげつしょう）
月花光刺態でのみ使用が確認されている技の一つ。巨大な球状のエネルギー弾を掌から放つ。
    - ダイアモンドプラズマ
月花光刺態でのみ使用が確認されている技の一つ。巨大な光線を腕から放つ。
    - 月花光刺態　霧幻舞妖（げっかこうしたい　むげんぶよう）
月花光刺態でのみ使用が確認されている技の一つ。光刺態でも使用した、屈折率を操作して自分の姿を消す技の改良版。月の引力を操作して浮遊させた周囲の物体と共に姿を消すことで、相手を惑わし、相手に自分の気配や空気の流れすら読ませない。浮遊させた物体は自由に操作することができ、攻撃にも利用できる。

コルクマリー
「斬り裂き魔」または「斬り裂きマリー」の異名を持つ。中性的な美形の青年。
精神と魔法の安定という理由で、彼の好みである肌のきれいな女性を殺害するという異常な性癖の持ち主。また、気配（存在感）を完全に消して白昼堂々女性を斬殺したり、魔法や武器を使わずともただの手刀で人や岩・金属をも容易く切断し、一足飛びでゆうに数百メートル以上はあろうかという距離を跳躍するなど、驚異的な身体能力を持つ。
自らの魔法を究極のものにするため剣仙十二客を殺して回り、さらにその異名の通り、メモリアで若い女性を次々と斬り殺していた。その正体は長らく不明であったが、シュダンらの調査により性別と名前を偽り、メモリア城のメイド「リィ」として働いていた事が発覚する。
正体が見破られたことで本性を現し、魔法を封じられながら常軌を逸した力で、カミッツやグリンの護衛達、メモリア城の住人達などを大量殺害しつつ五大石の1つの回収とマルチーノの斬殺を行う。しかし命七乱月の奪取に失敗後、自らの野望のために女神から離反、ジャンクーアを「牢獄の島」から連れ出し、行方不明となる。
第3章にて、ティトォらと対峙するクゥの隙を突いて乱入。自らの野望＝剣仙十二刀流を完成させるための最後の試し斬り相手であったグリ・ムリ・アを一瞬で斬殺し、歓喜しながら去る。結果としてクゥの暴走を引き起こし、世界を更なる危機に追い詰める事になる。
人を殺害する事を何とも思わない冷酷な人物だが、リィとしてメモリア城で仕えたグリンに「自分のケーキを美味しいと言って食べてくれた」事を理由に本心からできれば斬りたくないと語るなど、人間味が無い訳ではない。
- 使用魔法：四閃三獄（しせんさんごく）　【属性「斬」、魔法レベル99、魔法アイテム：不明（首の小剣？）】
相手の剣術を打ち破る事により、相手の全ての剣技（技や太刀筋）をコピーして自らのものにする魔法。コピーのストックは最大で12。剣技は周囲に展開される魔力の刃により再現され、ストックと同じ数だけ同時に操ることができる。コルクマリーが使うことで剣術の威力は元の数千倍に跳ね上がり、蹴りなどの体術に合わせて放つことや、遠方へ斬撃を飛ばすことも可能。
コルクマリーは最強の剣士達である剣仙十二客の剣術を集め、「剣仙十二刀流（けんせんじゅうにとうりゅう）」を完成させようとしている。ただし、剣仙の太刀筋は強力すぎるためコピーした時点では安定せず、そのままでは使いこなせないため、好みの女で試し斬りを行い、魔法の安定（と共に精神の安定）を行っている。
天衣無縫十三刀流
四閃三獄の奥義。ナトラレーゼとの戦いで発動した。
使用剣技：宝天斬（ほうてんざん）、五行斬（ごぎょうざん）
- その他の使用技：懐刀（ふところがたな）
人体や金属までをも易々と斬れる程の異常な殺傷力を持つ手刀。この技により、コルクマリーは魔法を使用せずとも腕一本で圧倒的な戦闘力を発揮できる。

ジャンクーア
「五本の指」の頂点に立つ、「魔人」の異名を持つ三十指最強の魔法使い。それどころか、不老不死の存在を除く作中最強の人間。
本業は医者。目付きが異常に悪く態度も極めてぶっきらぼうだが、医者としての使命感と優しさに満ちた人格者である。三十指ではあるものの、元からグリ・ムリ・アの仲間になる気はなく、メモリア魔法陣の5年前（当時28歳）にグリ・ムリ・アに反乱を起こしたが失敗。三大神器に捕らえられ、アダラパタによって「牢獄の島」と呼ばれる地に5年間拘束されていた。
「牢獄の島」は魔法による結界も何も無い普通の島で、魔法も荷物も取り上げられていなかったジャンクーアは出ようと思えばいつでも出ることができた。しかし、その島には医者がおらず、更に様々な病気が蔓延していた。医者であったジャンクーアは、病気の島民の治療のために島に留まり続けることになる。が、2章の終盤にて数人の医者をさらってやって来たコルクマリーに力を貸すことを約束し、島を出て同行する。この時、島の病気はジャンクーアの尽力によってほとんど脅威を失っていた。
島を出た後、第3章にてグリ・ムリ・アと三大神器の待つパキ島に突如飛来。ジール・ボーイと共闘し舞響大天と対峙する。クゥ暴走後の消息は不明だが、『彩光少年』の最終話「終わるひとつの物語とはじまるふたつの物語」において彼の息子と娘が登場し、パキ島での最終決戦から2年後、世界を救い父との再会を果たすために御風と共に旅立つシーンが描かれている。
ストーリーの冒頭（第3話）から名前だけが度々登場していたが、それから100話以上経った外伝の予告漫画においてついに登場したキャラクターである。
- 使用魔法：エッグ　【属性「食」、魔法レベル120、魔法アイテム：卵型の壺】
あらゆる物を食べる魔法。食べたものは魔法具から卵として取り出せる。食べたものはそのまま保存・取り出す、または食べ物に変換する。変換した食べ物を食べることで自らのエネルギーにすることでき、相手の攻撃を食べ物に変換した場合、その食べ物を食べることで相手の攻撃を解析・吸収し、耐性の獲得と技の模倣が可能になる。
  - 総テヲ喰ラウモノ
エッグの奥義。魔法具を口から体内に取り込んで発動する。腹と足裏に牙だらけの口が現れ、より広範囲かつ強大なものも食べることができる。卵から食べ物に変換することなく直接エネルギーとして周囲のものを喰らうこともできるようになる。
  - リバースインパクト
総テヲ喰ラウモノ発動時に使われた技。食らった相手の攻撃がそのまま保存された卵を取り出し解放して攻撃する。

ナトラレーゼ
「守護騎士」の異名を持ち、グリ・ムリ・アの城の防衛をしている。魔法の詳細も不明だが、守りに関しては三十指中最も優れている。シルエットでは札のような物をキョンシーのように額から下げていた。
四章から本格的に登場する。シルエットで特徴的だった札は付けておらず、亡きグリムリアを慕って生前の彼女から贈られた服を身に着けている。グリ・ムリ・アの遺志を継ぐことを掲げて星のたまごのレプリカを用いた計画を進めているが、グリムリアの故郷の再生ではなく何らかの別の意図を隠している。
普段は冷静な人物だが、グリ・ムリ・アを殺害したクルクマリーを激しく憎悪している。
- 使用魔法：7thボルト（セブンスボルト）　【属性「盾」、魔法レベル不明、魔法アイテム：不明】
大気を変換し7種の盾を作り出す結界魔法。盾は1枚ごとに層のようになっており、内側の盾ほど強力になるがデメリットも大きい。本人はコルクマリーやジャンクーアの攻撃でも守り切れる自信を持つ。
『マテリアル・パズル ゼロクロイツ』に登場する同名の魔法とその詳細はマテリアル・パズル ゼロクロイツ#シルトツヴァイを参照。
  - 矛ノ世界ト盾ノ世界
7thボルトの奥義。第七の盾。コルクマリーとの戦いで発動。また、その際には札のような物を再び顔に貼り付けている。

#### その他の三十指
アダラパタ
声 - 関俊彦（ボイスコミック版）
女神の三十指の参謀的役割を果たす男で、ティトォ抹殺部隊指揮官を務め、三十指の通信・連絡や後始末などを担当している。長い銀髪で顔色は悪く、額に大きな刺青がある。「〜しやがってください」という丁寧と暴言が同居した口調で話す。その過去や目的などには謎が多い。本人曰く4月1日生まれの27歳、血液型はB型。
幼少時にグリ・ムリ・アと出会い、以来彼女と行動を共にする「最初の女神の三十指」である。グリ・ムリ・アが女神を名乗ること、三十指を結成することとその統括方法、そして現在に至るまでの行動方針、すべての決定をおこなっており、実質的に女神側を支配している存在である。しかし、戦闘には積極的でなく、自分が楽しければそれでいいといった理由から影の行動を主とする。なんのためらいもなく人の命を奪える自他ともに認める極悪人で、単行本のおまけコーナーでは自身のことを「三十指で1番残虐非道な男」だと言っていた。
パキ島での最終決戦では離れたところから事態の推移を見守っていた。クゥの暴走で島が崩壊する際、「これがボク等の生み出したモノ……」と意味深なセリフを吐いている。その後の消息は不明。
パンやシーフードなど、嫌いなものがあまりにも多く、しばしば「〜が嫌いなんですよ」と語る。ただし、パフェなどの甘いものは概ね好きなようである。
ダークアイ・Qが登場するまで単行本巻末のおまけで司会などを行っていた。
- 使用魔法：極楽連鞭（ごくらくれんべん）【属性「魂」、魔法レベル不明、魔法アイテム：携帯電話のような端末】
魂を変換し操作する魔法。携帯電話のような端末から生み出したエネルギー状の鞭で、対象の生物から体の形そのままの魂を引き出し、意のままに操作する。魂を操られている生物は、瞳にアダラパタの額の刺青と同じ模様が現れる。魂に命令すると対象の精神を操ることができるほか、精神と肉体のリミッターを外して限界以上の力を引き出させる事もできる。また、魂の一部を切断して、相手の力を弱めさせることができる。切断した魂の一部が首ならば相手は死亡する。さらに、遠方の相手と魂を繋いで連絡したり相手の位置を探索することもできる。探索以外の能力は、強靭な精神やマテリアルパワーを持つものには効果が薄い。
『ゼロクロイツ』では「寄生石」・「寄生丸」と呼ばれる物を使用したときに極楽連鞭と同じ模様が現れる。関係性については今のところ不明。マテリアル・パズル ゼロクロイツ#用語も参照。

阿白（アビャク）
ティトォらと最初に戦った三十指。ティトォらが隠れ住んでいたミルネシア地方を担当していた。残忍な性格で命を何とも思わない。水不足で悩んでいた砂漠の街に生まれたため、水がなによりも大好き。両親を早くに亡くし幼い頃から殺人に手を染めており、常に潤いを求めていた。戦闘を好み、戦闘力は五本の指を除けば三十指トップクラスで、水場ではほぼ無敵である。油断せず戦えばティトォらを圧倒・瞬殺していてもおかしくないほどの実力者だったが、嘘を言う時は首が小刻みに動いたりと、挙動にかなり隙がある（作者曰く「マヌケだったので助かった」）。それが災いして一時はティトォらを追い詰めるも最終的に敗北し、魔法アイテムを失う。アダラパタにもう一度ブルーリングスが欲しいと懇願するが、受け入れられずに処刑された。遺体は崖から海に遺棄されてしまった。
- 使用魔法：ブルーリングス【属性「水」、魔法レベル64、魔法アイテム：指輪】
水の魔力を変換し自らの力とする吸収型の魔法。手足や顔に開いた“吸い口”から水を体内に取り込み、使用する。水を吸えば吸うほど強くなり、限界まで水を吸い込んだ状態を「500％アビャク」と言う。放出した水の形状を固定して刃にしたり、噴射する勢いを利用して水圧弾を発射したり、体内の水を操作する事でダメージを軽減させる事も出来る。使い続けるには水が必要だが、砂漠でもない限り、空気や地面、植物などあらゆるものから水分を取り込むことができる。また、他の人間の体内にある水など、外部の水を操作することも可能（人間の場合相手の魔力耐性が高いと自在には操作できない）。奥の手の「青精魔陰包（せいせいまいんほう）」は、取り込んだ水を霧として噴射して辺りを覆い、包み込んだ空間内の者を弱らせ、同時に視界も奪う技。霧の中の物体の動きは阿白には手に取るように感じる事が出来る。ただし、水が多量にない状態で使うと、身体から放出した水の分だけアビャク自身の力も低下する。

リュシカ
→仲間たちの項を参照。
クライム
子分にヒューとビンズを従え、あくどい金持ち限定で盗みを働く義賊「クライム盗賊団」を結成する。しかし、札束を一目見ただけで失神してしまうほど金に対する免疫がないため、小銭程度しか盗めない（最高が札２枚で、侵入するときに割るガラス代のほうが高い）。作中では自身を貧しい生まれと語っているが、単行本10巻に載っているプロフィールには「実は裕福な家の育ちである」と書かれている。頑固で融通がきかない性格だが、子供好きの優しい部分も持っている。人々から金を巻き上げる同じ三十指のガシャロを打倒するためにあっさり三十指を脱退し、ガシャロ戦でティトォらと共闘。その後裏切り者の始末に来た月丸を退けた後、ティトォ達を追ってメモリア行きを決意したが、旅費すらも小銭で集めていたため出遅れてしまい、命七乱月の封印解除に伴い魔法も使用不能となってしまう。
- 使用魔法：マスターキィ【属性「鍵」、魔法レベル68、魔法アイテム：鍵】
あらゆるものに存在する「鍵穴」へ鍵を差し込み、自在に開閉する魔法。開く威力は自由に調節でき、大岩や人体を粉々に吹き飛ばすことも出来る。また、傷口に鍵をかけることである程度の治療にも使える他、他の魔法に対して使用すればその魔法を分解して無効化することも可能。鍵の魔力を巨大化させ、剣のように使うこともある。
その真の姿は悪しき者の目をごまかすために存在変換していた命七乱月である。

ガシャロ
魔法を奇跡の力と称してインチキ宗教集団「ガシャロ教」を作り、人々から金を巻き上げていた男。ずる賢く、残忍な性格で口も悪く、巻き上げた金を女神に納める見返りにより強い力を授かろうと考えていた。
元々は親の莫大な遺産を受け継いだ大富豪だが、火事で全財産を失い、その時のショックで髪の毛が全部抜け落ちてしまう。髪を取り戻すために資金集めをしているときに女神に出会い、魔法の力を手に入れるが、その後知らぬ間に髪への執着を歪められ、金の亡者となってしまっていた。
ティトォを罠にはめ追い詰めるが、存在変換して現れたアクアに敗れ、アルカナ特捜隊に逮捕された。連行される道中で自分が本当にやりたかったことを思い出し、人生のやり直しを志して改心したが、密かに忍び込んでいたアダラパタに実は火事は女神が仕組んでいたということを報された上で処刑される。
作者曰く三十指で一番かわいそうなのは、ガシャロとのこと。
- 使用魔法：叫星魔渦（きょうせいまう）【属性「渦」、魔法レベル51、魔法アイテム：腕輪】
引力を操作する魔法。固形物に宿る魔力を作り変え、引力の渦を作り出し、周囲のものや指定した物体を引き寄せる。渦を逆回転させることにより斥力を展開することも出来る。ガシャロ自身が渦を纏う事で攻撃力や防御力を高めたり、宙を浮いたりでもできる。

黒魔（コクマ）
年のせいでやむなく引退していた暗殺者だが、女神に魔法の力を与えられたことで復帰する。同じ三十指のドルチルとは「機敏なデブ」という理由で共に行動している。メモリア魔法陣第一段階・第五戦直前にヨマに殺されるが、魂が霊磁砲で作り出した砲弾であるレイジーに憑依することに成功し、以降霊体としてドルチルに付き添っている。メモリア魔法陣決着後の騒乱には女神側、TAP側いずれにも加担しなかった。騒乱終結後、本来術者が死亡すれば大地に還るはずの魔法がそうならないことに疑問を持ち、ドルチルと共に探求の旅に出る。
- 使用魔法：霊磁砲（れいじほう）【属性「霊」、魔法レベル67、魔法アイテム：十字架】
浮遊霊を変換して作り出した超霊体エネルギー波動を「砲弾」として撃ち出す即死魔法。発動のためにはターゲットとなる人物に魔力の針を打ち込んだ後、その人物から数十m以内の距離を保ちつつ24時間魔法を構築し続けなければならず、しかも構築中に目標から離れすぎると最初からやり直しになる。しかし、一度発動すれば「砲弾」は目標を仕留めるまで魂を感知しどこまでも追い続け、霊体ゆえに物理攻撃でも魔法でも防御することは不可能な必殺の魔法となる。

ドルチル
筋骨隆々の大男でコクマとコンビを組んでいる。「テンションあがってきたぜー！」が口癖。力は女子にも劣り（握力は右15kg、左13kgしかない他、バーベルも20kgしか持ち上げられない）、腕相撲でリュシカに負けた。大柄で何でも食べるわりに小食である。とても単純な性格で、ささいな悪口ですぐに落ち込み、何でもすぐに忘れる。怪我をしてもすぐに忘れ、しかも実際に治ってしまうほど単純である。アダラパタ曰く「バカの鏡」「奇跡のバカ」で、ドルチルに関する説明ではとにかく「バカ」が強調されている。空腹時にグリ・ムリ・アから牛丼をもらったことと引き換えに三十指に入った。「母ちゃんに似てる」と言われると落ち込み、逆に「父ちゃんに似てる」と言われるとテンションが復活する。
メモリア魔法陣第一段階では、コクマを夜馬に殺されたことで怒りを爆発させて夜馬を破るが、直後に自身も力尽きて敗退した。メモリア魔法陣決着後の騒乱時にはメモリア城とマージ島の中間地点で空を飛んで遊んでいたところをアダラパタの魔法で操られ、彼をマージ島まで空輸した。その後はコクマと共に旅に出る。
メモリア魔法陣第一段階・第五戦敗退。
土塚理弘原作の漫画『BAMBOO BLADE』がアニメ化された際、劇中で喋るフィギュアとして登場した（声優は小杉十郎太、喋るセリフは「テンション上がってきたぜー！」）。
- 使用魔法：パイナップルフラッシュ【属性「熱」、魔法レベル7、魔法アイテム：腰に着けた球】
自分のテンションを熱に変換する魔法。ドルチルのテンションに応じて熱量は増大する。変換できるテンションには上限がないため、怒りなどでテンションが最高潮まで高まったときには小型の太陽を思わせるほどの威力を発揮する。逆に極限まで落ち込むと凍結し周囲の熱を一気に奪う「マジベコみ」が発動する。熱をジェットのように噴射することで飛行も可能である。
『ゼロクロイツ』に登場する同名の魔法とその詳細についてはマテリアル・パズル ゼロクロイツ#ヒッツェフュンフを参照。

月丸（つきまる）
残忍な心の持ち主で、人を殺すことを何とも思わない。反面子供っぽいところがあり、育ての親である舞響大天に甘えたり、おかしなオモチャをほしがったりする。自分が殺した人物の子供に対して「親がいないのは寂しいだろう」として一緒に殺すという、どこか歪んだ優しさを持っている。太陽丸と共に、主に裏切り者の暗殺を任されている。
舞響大天の教育により、精神が歪みに歪んでしまっている。戦闘の実力は確かだが、ささいなことでイラつきキレやすいなど精神的にムラがあり、「暗殺者には向かない」とおまけコーナーで書かれたこともあった。太陽丸に「あなたは感情が昂りやすい」と諭したこともあるが、太陽丸には「それはあなたの方です」と呆れられている。
太陽丸の姉と名乗っているが彼らは本物の姉弟ではない。封印解除儀式攻防戦でシャルロックとリゼルに敗北後、自害した。
- 使用魔法：夜叉水晶（やしゃずいしょう）【属性「氷」、魔法レベル65、魔法アイテム：不明】
炎を氷に変換する魔法。氷の刃を形成し相手を切り裂いたり、変換した氷を元に戻すことで氷の刃を埋め込んだ相手を発火させたりする。形状も自由に操作でき、「ドレスタイプ」で全身に氷の鎧を纏う事も可能。必殺技は太陽丸とのコンビネーションで幻を含む8方向から同時に攻撃する「幻影八天刺(げんえいはってんし)」。

太陽丸（たいようまる）
月丸の弟で、姉と同じく裏切り者の暗殺を行っている。姉を守ることを自らの使命とし、普段は月丸のサポートに徹しているが、本来は心躍る戦いを望む、非常に好戦的な性格で、月丸とは別ベクトルで熱くなりやすい特徴がある。本人の腕っ節は魔法抜きでもかなりのもので、本人曰く「俺は姉様よりも強い」とのこと。
月丸と同じ村で育ったが、ある日村の山から聞こえてきた舞響大天の禁断魔法・ヘルキルデスベルの歌によって、村の動物も彼らを除く人間もすべて狂って自殺してしまった。魔法に耐え抜いた彼らは舞響大天に魔法使いとしての素質を見出され、暗殺者として育てられた。太陽丸は、「自分たちからすべてを奪った舞響大天こそが自分たちの全て」と信じ、舞響大天のために月丸と戦っている。
月丸と比べて精神は完全に狂ってはいないが、作者は『彩光少年』単行本第2巻で、舞響大天がわざとそうなるように教育した可能性を示唆している。また、月丸が殺害した大人たちの残された子供たちも皆殺しにした際には「姉様は相変わらず子供には優しい」と微笑みながら呟いているため、月丸同様の価値観を有している。
月丸同様、封印解除儀式攻防戦でシャルロックとリゼルに敗北後、本当の姉弟に生まれ変わることを願いながら自害した。
デザインは作者曰く「なんかかっこよくなったので、ほっぺに丸いのつけて台無しにした」、「描くのが大変だった」とのこと。
メモリア魔法陣第一段階・第四戦敗退。
- 使用魔法：修羅万華鏡（しゅらまんげきょう）【属性「映」、魔法レベル30、魔法アイテム：不明】
水や氷、鏡などに映った像を作り変え操作できる魔法。それによって空間に幻を映し出したり、魔力が相手の眼球に浸透すれば直接幻を見せて惑わすこともできる。幻は音や気配すらも作り出すため、視覚以外に頼って区別することも困難。また、物に映った過去の映像をビデオのように再生することも可能。

メイプルソン
元マジシャンだが腕前はかなりひどい。本来は根は優しくて子供好きな性格だが、女神のために戦うため、それらを無理やり包み隠していた。大きな態度を取るが基本的に小心者であり、ティトォの底知れぬ雰囲気を感じ取って恐慌していまう場面もあった。ただし、観察力はかなりのもの。ティトォを追い詰めるも援護に来たグリンによって倒され、メモリア城に身柄を確保される。
ティトォの言葉により改心し、シュダン達が斬り裂き魔を追い詰める際には、その変装能力で彼らに協力した。しかし、正体を現した斬り裂き魔によって喉元を斬られ、命を落とす。
魔法を授かった経緯が明確に描かれており、前述の通り元マジシャンであり所属していた団体では前座を務めていたが、へっぽこ場を白けさせてしまうという先輩マジシャンから冷酷な態度で理由で追い出される。パートナーとしていた鳩に再起を誓っていたが、その鳩が翌日に死亡。その失意をアダラパタとグリ・ムリ・アに付け込まれた。
- 使用魔法：ディシーヴワールド【属性「皮」、魔法レベル30、魔法アイテム：ハンカチ】
ガムを変換して皮を作り出す魔法。ある程度ガムを噛んで魔力を込めないといけない。この皮は自分や物を包み込む事で、人から豚など、よほど極端でない限り、大きさも含めて自由に別の姿に変えることが出来る。メイプルソンが一度直に触れた物質や生物ならば指紋・声紋まで完璧に再現が出来るので、変装にも利用可能。また、ある程度この皮は操作が可能であり、皮で作った物体を動かし罠とする事もできる。相手の力を抑えたり、怪物に変身して自分を強化することも出来るが、基本的に上っ面を変えることしか出来ないので能力はほとんど変化しない。
  - カウントカラッパ　秘境の珍種とされる巨大なザリガニの様な怪物の姿と力を再現したもの。ティトォとの戦闘で変身したが、一方的に打ちのめされてしまった。
  - 妙獄魔陰包（みょうごくまいんほう）　メイプルソンの奥の手。円陣に複数配置したガムを膨張させて、内側も生物を一気に閉じ込める事が出来る。

影鬼（エイキ）
ヨマ、ボブリッツと同じく国際指名手配されている犯罪者。ヨマと共に行動し、目標にもしている。貧しい家庭に生まれ、物乞いの際より多くの同情を誘わせる為、母親に両手を潰された悲惨な過去を持ち、それを晒さないために常に両手をポケットに突っ込み、その上から服を縫い付けてある。手を使わない分足が器用で日常生活もすべて足で行っており、他人から手のことを指摘されると激昂する。戦い続けることでしか自分の価値を見出せず、メモリア魔法陣でミカゼに敗れたことで自らの存在意義を見失い、自害する。
メモリア魔法陣第一段階・第一戦敗退。
- 使用魔法：妖老裸骨蛇（ようろうらこつじゃ）【属性「蛇」、魔法レベル52、魔法アイテム：ヘッドギア】
身体（主に足）を蛇に変換する魔法。蛇独特の多彩な動きが特徴で、相手を締め上げたり叩きつけたり噛み付かせたりも出来る。形だけでなく性質も「生きた蛇」その物であり、熱で相手を探知し追いかけたり、噛み付いた相手を毒に侵すことも可能。技のバリエーションが豊富。
  - 大蛇（オロチ）　蛇と化した足を叩きつける打撃技。
  - 双頭大蛇（ふたくびオロチ）　大蛇の派生技。両足で大蛇を行う。
  - 螺旋大蛇（ねじれオロチ）　大蛇の派生技。遠心力を利用して威力を高める。
  - 蛇行脚（だこうきゃく）　不規則な軌道を取る蛇の蹴りを連発する。
  - 蝮（まむし）　噛み付き、毒に侵す。
  - 蜷局（とぐろ）　ボブリッツとの合わせ技。弾丸の動きで回転しながら飛び蹴りを叩き込む。
  - 紫大将（むらさきだいしょう）　舌を蛇化して相手に噛み付かせ、より強力な毒に侵す奥の手。
  - 骨白蛇（ほねしろへび）　最大の奥義。両足の蛇を一つにして威力を限界まで高め、叩きつける大技。

ボブリッツ
モヒカンと大きなあごが特徴。しゃべることが出来ない。ヨマ、エイキと同じく国際指名手配されている犯罪者。エイキと同じく、ヨマと行動を共にしている。自分が親に捨てられているため、育ちのいい人間が大嫌い。メモリア城前でのアダラパタとバレット達の対峙の際、メモリア襲撃に対する謝罪の「誠意」として、アダラパタとヨマに処刑される。
- 使用魔法：ウィンクルディレクター【属性「弾」、魔法レベル49、魔法アイテム：口の中に入れた球】
あらゆる物を弾丸として飛ばす魔法。弾丸は回転し標的を抉るように命中する。空気や水や炎といった決まった形を持たない物も弾丸として飛ばせ、相手に用いることで壁などに強烈に叩きつけたり、仲間や自分を弾丸として飛ばし、高速移動することも可能。奥の手として自らの魔力を弾丸として形成して放つ技がある。

カイザート
正義の心を持つ魔法使い。目立つこととマントが好き。元はイマリという国の一介の兵士だったが、隣国に攻められ国が窮地に陥ったときに、女神から魔法の力を与えられて国を救い、「勇者」として他国にも名を轟かせる存在となった。そのため、アルカナ特捜隊のジール・ボーイと共に三十指の表の顔としても有名で、彼の影響もあり三十指を知っていても悪感情を持たない人々もいるほどで、本人もかなりの正義漢。ただし、そのため女神の裏の部分は全く知らず、国際犯罪人であるヨマ一行に魔法の力を与えた事に激しく憤っている場面もある。
子供にも優しく、人格的にも優れているのだが、女性関係が「普通にヤバい」と言われており、事ある毎に口にする女性の名前が毎回違う。その為、メルチナから「こいつ最低じゃないかな」と言われた事もある。
凄く強そうな素振りを度々見せておきながら、いざ戦おうとすると邪魔が入ってばかりで、最後はその正義感ゆえに、同じ三十指のヨマの凶行を止めるべく果敢に挑み、あっさり殺されてしまった。
作者曰く「完全に死ぬために生まれたキャラ」で活躍した期間も短いが、そのインパクトから本誌で行われた読者人気投票ではまさかの6位と大健闘した。
- 使用魔法：超覇導天武刻輪連懺吼（ちょうはどうてんぶこくりんれんざんこう）【属性「凄」、魔法レベル60、魔法アイテム：額の飾り】
詳細不明の魔法。本編では使われる事はおろか、名前すら登場しなかった。単行本のおまけファイルでは「なんか凄いらしい」とだけ説明されている。

メルチナ
メガネのかけはずしで感情をスイッチしているらしく、メガネをかけると本気になるが、メガネ付けると性格が変わるといった類のものでは無い。ちなみに、本人は眼鏡は嫌い。田舎出身で、自然に囲まれているのが好き。幼い頃に友達の大切な人形をとってしまい、それを返して謝る事ができないまま友達が死んでしまった事を後悔しており、三十指として働けば人形を天国の友達に届けてやるという女神の言葉を信じ闘い続けていた。メモリア魔法陣においてジール・ボーイと戦ったが合成魔法拳の前に破れ去った。敗退後はメモリア城の隔離棟に拘禁されていたが、ティトォらが旅立ってから3ヶ月後、パキ島での最終決戦に関する情報がメモリア城に届いたと知るやコモレビと共に隔離棟を脱けバレットの前に現れた。
メモリア魔法陣第一段階・第二戦敗退。
- 使用魔法：メテオン【属性「土」、魔法レベル67、魔法アイテム：カード】
土を操作し人形（ただし、人の形とはいえない物も作中では作りだしている）を作ることが出来る魔法。小型の物は自在に操作可能で、地面から無数の人形や手を作り出すことができる。中型以上の物はメルチナ自身が乗り込んだりレバー状の土を使って操作しなければならないが、巨大な土で出来た手で相手を攻撃したり、地中を移動する乗り物を形成することも出来る。さらに全魔力を開放すれば、巨大ロボットのような土の巨人アースメテオンをつくり出し、乗り込んで戦うことが可能。水が弱点。

コモレビ
まだ幼い少女でそのためあまり理解せずに女神のために働いている。メモリア魔法陣においてはピィゲルと共にグリンと戦い、善戦するも敗北。ジール・ボーイのファンで、初めて彼に会ったときにサインを貰っていた。魔法使用時に自分の姿が変わる、一種の変身魔法少女。
メモリア魔法陣第一段階・第六戦敗退。
- 使用魔法：オーライーター【属性「情」、魔法レベル66、魔法アイテム：頭に乗せた鳥】
相手の怒りや悲しみといった負の感情のエネルギーを吸収し自らの力に変える吸収型の魔法。相手の力を奪いつつ自身を“変身”（パワーアップ）させる。パワーアップ中は成長した姿になり、同時に頭の上の鳥も成長する。負の感情を持たずに闘う相手には効果が無いが、負の感情は周りの動物などからも吸収できる。
  - クリムゾンダーク 炸裂する球状のエネルギーをぶつける。使いすぎると変身が解けてしまう。

ピィゲル
一見すると美形の青年だが、その正体は自称爆笑お笑いピン芸人。芸人魂を訴えるが、自分のコントが受けないとキレ、その上暴力を振るい笑うことを強要するという芸人として最低な男。メモリア魔法陣に出場するも、グリンにあっさりと敗北。当初はそこそこの人気を持つ音楽グループに入っていたが、親友に夢を打ち明け共にお笑いの道へ。しかし鍛えに鍛えたツッコミで親友をお笑いの出来ない身体にしてしまったという、悲劇なのか喜劇なのか分かりかねる過去を持つ。
マージ島でのヨマとの決戦の後にメモリア城から逃走したが、誰も気にも留めなかった。作者曰く、初登場時から完全にギャグキャラとして構想して描いていたとのことで、ドルチルがバカならピィゲルはアホとのこと。グリンにも「こんなアホは見たことがない」と絶句されている。
メモリア魔法陣第一段階・第六戦敗退。
- 使用魔法：シャイニングベイスン【属性「笑」、魔法レベル35、魔法アイテム：耳飾り】
魔法発動後、自分以外の者が笑うと、笑いの魔力を光り輝かんばかりのタライに変換し、頭上からタライを落とす（初使用時のヨマ戦では「落とす」というより「飛ばす」という感じである）。笑ってしまうと回避不可能だが、逆に笑わない限りは何も起こらない。そしてピィゲルは致命的に笑わせることが下手。どちらにしろ魔法自体の威力は低い。

チョー
どもりながら話す癖がある（後に演技であったことが判明）スーツ姿のおじさん。メモリア魔法陣第一段階・第五戦ではドルチルを利用し、ヨマと同士討ちに仕向けた。さらにグリンとリゼルを下し決勝戦まで進出。他の出場者に比べ魔法陣前の登場シーンが少なかったうえ、いかにも弱そうな外見などから、本誌で行われていたメモリア魔法陣での優勝者予想で最下位だったため大波乱を演出した。
既婚者であり、リューという息子が居たが幼い頃に病死。しかし、突然亡くなったはずの息子から手紙が来るようになり（書いたのはアダラパタ）リューが生きていると思い込むようになる。魔法陣に出場したのも優勝すればリューに会えるというアダラパタの嘘を信じたのが理由である。
体術においてはかなりの実力を有し、本人曰く「魔法無しなら多分五本の指の次くらい」。画竜点睛という我流の拳法も編み出している。決勝戦でミカゼに敗れた後はバレットの命を受けたリュシカの手でマージ島から退避し、彼の行動を止めるべくメモリア城にやってきた妻と再会。城内の病院に入院した。
メモリア魔法陣準優勝。
- 使用魔法：怨身万華鏡（おんしんまんげきょう）【属性「鏡」、魔法レベル78、魔法アイテム：カメラ】
カメラに収めた相手を呪う事が出来る。発動には顔がハッキリ写っていることが条件（撮った顔はミカゼのように素顔でなくてもいいが、その場合は「仮面をつけた顔」と「素顔」とは区別されてしまい、仮面をはずされた場合再度撮りなおす必要がある）。呪われた相手は怨みのエネルギーが変換され、周囲のダメージを映す「鏡」になってしまうため、チョーの受けたダメージを同時に受ける他、「何かが傷ついた」と感じた場合そのダメージも受ける。このダメージはその呪われた相手によって個人差があり、心が優しい人ほどダメージは大きくなる。対戦したグリンは「深い闇の魔法」と評した。
- 使用体術：画竜点睛（がりょうてんせい）
チョーが数年間山にこもって編み出した体術。体中に波紋のように衝撃を走らせ、それがぶつかる部分を突くことにより内部破壊を引き起こす。

ダークアイ・Q
ひょうたん(その外見はひょうたんまんじゅう、ひょうたんなまんじゅうと譬えられる)を彷彿とする珍奇な体型を持つ水棲生物（「ダークアイ」は種族の名）。ダークアイ一族は本来は大人しく知能も特別高くない生物であり、Qは突然変異種である。人語を操りIQ800の頭脳とティトォを超える頭の回転（即ち仙里算総眼図も通用しない）だけでなく、一撃で人を跳ね飛ばす力をも持つ最強キャラ…というかネタキャラ。作者曰く「下書きもいらない」ほど簡単なデザイン。
人類を滅ぼしダークアイ一族の国を作るという名目で女神に協力していたが、真の目的は女神＝グリ・ムリ・アの正体を探ることにあった。メモリア魔法陣に先立って海中からグリ・ムリ・アとクードラドールの接触が記録されたボイスレコーダーを回収。その後マージ島に潜入し、メモリア魔法陣第一段階・第三戦決着直後のティトォに暗黒魔眼球を使用してドーマローラ消滅に関する情報や女神の最終目的、三十指の真の存在理由などを聞き出す（同時に、アダラパタこそが女神側の黒幕であるとティトォに示唆した）。そして過去の真実と女神の正体を知った彼はアダラパタに三十指離脱を告げて立ち去った。アダラパタも彼の目的は承知しており、敢えて処刑などの手段には出なかった。
本編やコミックス巻末のおまけページでは、アダラパタに代わってナビゲーターを務めている。
- 使用魔法：暗黒魔眼球（あんこくまがんきゅう）【属性「嘘」、魔法レベル25、魔法アイテム：謎のマスコット】
嘘の魔力を変換し大爆発を起こす魔法。魔法アイテムが体に付着するとダークアイ・Qの質問に偽り無く答えない限り外すことは不可能。あくまで嘘が発動の鍵であり、謎かけに間違える等では発動しない。ちなみに魔法名は暗黒（ダーク）魔眼（アイ）球（Q）と本人の名前を少し訳しただけのものになっている。

エル・ボーイ
ジール・ボーイの兄。生真面目なジール・ボーイとは正反対に、どこか飄々とした雰囲気を漂わせている。何でもそつなくこなす才能に恵まれていたが、それゆえにひとつの事に熱中することなく、定職にもつかずブラブラと暮らし続けていた。その挙句、弟に母親を任せ（父親は警察官で、既に殉職）ふらりと旅に出た後、10年以上も消息不明だったが、後に三十指の一人となって女神の許にいることが判明する。
- 使用魔法：輪廻の棺と転生の棺（コフィンコフィン）　【属性「庫」、魔法レベル88、魔法アイテム：不明】

クインベル
詳細不明のキャラクター。男ならば五本の指に数えられたと言われる程の実力者。太陽丸によればクリスタベース国に関係があるらしい。
- 使用魔法：焦天回廊（しょうてんかいろう）　【属性「炎」、魔法レベル90、魔法アイテム：不明】
酒気を変換し炎を生み出す魔法。『マテリアル・パズル ゼロクロイツ』に登場する同名の魔法とその詳細はマテリアル・パズル ゼロクロイツ#フラメアインスを参照。

キルリアントム
詳細不明のキャラクター。3章プロローグの時点では女神の国にいた。月丸、太陽丸姉弟の亡き後、その役割を継ぐ模様。「キルキルキルキル」という笑い声を挙げる。特別編にて傷ついたミカゼを追い、交戦するが魔王の骨の力の前に完敗。「この体じゃ無理か」と呟き肉体は四散した。エル・ボーイからは「キル」と呼ばれている。
- 使用魔法：エボニープラント　【属性「髪」、魔法レベル72、魔法アイテム不明】
現時点では効果などは一切不明。劇中では髪の毛を操作しているような描写が見られた。

リキネル
- 使用魔法：芭天蜂蝶（ばてんほうちょう）　【属性「跳」、魔法レベル44、魔法アイテム：針】

プリマナ
- 使用魔法：ブレスオブブレス　【属性「息」、魔法レベル63、魔法アイテム：不明】

ギルショット
- 使用魔法：ベルセルクルヴェイパー　【属性「蓄」、魔法レベル49、魔法アイテム：不明】

イチマツ
- 使用魔法：原始八卦図翠掟（げんしはっけずみどりのおきて）　【属性「罠」、魔法レベル77、魔法アイテム：不明】

## その他の登場人物

### アルカナ特別捜査隊
メッツ
アルカナ特別捜査隊の一人。鳥好きで自然を愛する心を持つ若者。ジール・ボーイを無力化するためにアダラパタに人質にされたが、ジール・ボーイの枷になることを拒み、魂を操られながらも自らの意思で自害した。
カロシー
アルカナ特別捜査隊の一人。狙撃が得意。メッツが死んだのはジール・ボーイやプリセラたちに責任があるとして、彼らに恨み言を連ねた。その後も特捜隊に所属しているかは不明だが、少なくともボラバートンとは一緒にいる模様。
ボラバートン
アルカナ特別捜査隊の一人。ガシャロ教に「ポンタック」という名前で潜入し、捜査していた。

### メモリア王室
バレット　
メモリア王国の現国王でグリンの父親。ティトォ、アクア、プリセラの親友にしてよき理解者。青年時代も含め長いモミアゲが特徴。
10代でメモリアの王位を継ぎ、ドーマローラ滅亡から約40年間孤独な旅を続けてきたティトォ、アクア、プリセラを城下に招いて友情を結んだ。ティトォとアクアの魔法の師であり、プリセラのお腹に結界文字を張った人物でもある。
第2章においては歳のせいでボケがひどいが、わざと聞こえない振りをするなどそれを利用している面もある。女神について王国をあげて調べており、女神の企みを徐々に暴いている。生まれついての強力な魔法使いだが、老いのせいで現在は魔法を使えない。
「神無き世界の魔法使い」第一節で描かれている過去では修行中のティトォたちと共に登場し、神獣伍式隊やその裏切り者と戦った。
- 使用魔法：三千大千世界　【属性「重」、魔法レベル不明】
重力を変換した球体状の“星”を三つ生み出し、重力を操作する魔法。質量や重力の大小の操作や、力の軌道を歪めることで自分や周囲のものに干渉し、防御や攻撃、移動に使用する。一度“星”を分解し再構築することでより強力な「完全解放態」となる。
  - 朱天曼荼羅
三千大千世界の奥義。重力操作の影響下においた物体を“星”の周囲に衛星として回転させ、摩擦で赤熱する速度にまで加速させ隕石群として放つ。

メルルシア
前王妃（すなわちバレットの妻でグリンの母親）。ふくよかな体格の人物だった。グリンに友達を大切にするよう教えた。
グリンの出産時に母子ともに心停止状態に陥ったことがあり、これがホワイトホワイトフレア完成につながった。
グリンが30年の眠りについている間に他界。その墓は、公園で遊ぶことが大好きだったグリンを見守るかのように建てられている。
クリームパンが好物だったらしい。バレットを一撃で壁を貫くほどの勢いで吹き飛ばすなど、強力なパワーを持っていた模様（ギャグ描写ではあるが）。
メモリア
初代女王。全ての禁断五大魔を大地に封印した、偉大なる魔法使い。既に歴史上の人物であるが、メモリア魔法陣で優勝したミカゼの前に残留思念のようなもの（幽霊とは異なるらしい）が現れ、命七乱月の正体とその使うべき目的に関して語り、「クードラドールを倒せ」と伝えた。
パキ島での最終決戦の後、時の眠りに就いていたグリンの精神世界に出現。パキ島での出来事を伝え、グリンに過去へ飛ぶよう告げた。この時は自身の力が弱まっており、残留思念にもかなりノイズが走っていた。
見た目はかなり若く、バレットやグリンの先祖らしく割と気さくな性格をしている。

### メモリア城関係者
シュダン　
グリンの護衛係兼教育係。歳相応の落ち着きを見せる老練な男。実は剣の最高峰「剣仙十二客」の一人だが、剣に魅入られることを恐れ、剣を捨てている。
斬り裂き魔事件ではカミッツ、来徒、サンと協力しその正体の特定に成功するが、コルクマリーの凶行を阻止出来ず、自身も斬られてしまう。コルクマリーが命まで奪わなかったことを屈辱と感じていたが、カミッツの遺言で生きる事を決意する。
- 使用剣技
  - 五行斬（ごぎょうざん） 一瞬で五筋の斬撃を放つ。

ハワード
グリンの護衛係兼教育係。孤児院出身。いつもバンダナをしている。グリンの兄のような存在。
パンナケトル
グリンの護衛係兼教育係。孤児院出身。とても母思い。斬り裂き魔事件ではシュダンやハワードとともにコルクマリーの包囲に参加するが、返り討ちに遭い殺害される。死の直前、マージ島のブラウリーに通信を送っており、島内のバレットらが異変を知るきっかけになった。
ハイロゥ　
グリンの護衛係兼教育係。サングラスをかけたおっさん。メモリア魔法陣出場者の選考を担当した。意地が悪いところがあり、相手を挑発して罠にはめたりする。ジンナのヘルニアに対し非常に重い発言をした。メモリア城内でコルクマリーに応戦するが殺害される。その直後、コルクマリーはハイロゥの通信端末を奪ってバレットに宣戦を布告した。
ブラウリー
グリンの護衛係兼教育係。軍の武道指南役も務める屈強な男。30年前グリンが眠る前からグリンの側にいる（当時は子供）。
ジンナ
バレットの側近で大臣のような存在。国のことを思う人物だが、頑固で融通がきかない性格。ヘルニア持ち。
ヨマの無差別テロの原因はティトォ、アクア、プリセラがメモリアに帰ってきた事にあると考えバレットに諫言するが、バレットからティトォ達が初めてメモリアにやってきた経緯やグリン誕生にまつわる逸話、命七乱月の存在などを知らされ、思い直す。
コミドル
メモリア城の医者で、バレットの主治医。正体はゴビ国のスパイで本名はコミュドゥルドゥ。メモリア暮らしが長かったため、語尾に何かつけて喋ることが出来なくなっている。
斬り裂き魔事件で嫌疑をかけられたことがある。潔白が証明された後は、メモリアと連携して女神側に対処するよう自国の使節に進言した。
マルチーノ
メモリア城のメイド。両目の下の泣きぼくろが特徴。引っ込み思案で照れ屋。「クラスの男子に歯並びの悪さを笑われたことがあるから」と、男が苦手で顔を合わせるのを怖がる。幼い頃から城に出入りしていて、グリンに憧れのような感情を抱いている。
メモリア魔法陣終盤、三十指による騒乱を懸念したバレットの勅命で一旦城を出るが、斬り裂き魔の正体をほぼ特定したシュダン達から次の標的と予測されたため再び城内に保護される。斬り裂き魔=コルクマリーにその策を見破られ一度は斬殺されるが、グリンのゴッドマシンにより救われる。
リィ
メモリア城のメイド。面倒見が良く、後輩であるマルチーノを可愛がっている。
その正体はコルクマリーの変装。ハワードの調査によればリィという人物は20年前に亡くなっており、リィの死を信じたくない両親の心理につけ込んだアダラパタの策によってすり替わっていた。
モチャ
メモリア城の技術開発者の老婆。五大石の力によって魔法器具の働きを停止させる結界発動機の設計や、グリンの穿印の修理を行うほか、ティトォたちが存在変換するための“魔法の薬”（噛むだけで死に至る毒薬）の調合など、医療関係にも明るい模様。
ティトォらとは彼らがメモリアにいた頃から交友があるようで、マジック・パイルの完成に協力した。バレットと気軽に話していることから、城内において高い地位にあると推測される。

### メモリア魔法陣出場者
カミッツ　
剣の最高峰「剣仙十二客」の一人。師である幻鉏（げんさい）が亡くなり、剣仙の名を受け継いだ。他の剣仙達を殺害した斬り裂き魔を追ってメモリアにやってくる。来徒やシュダン、サンとともに斬り裂き魔を追いつめるも、コルクマリーの懐刀に胸を貫かれ絶命。死の間際、シュダンに最後の剣仙として生き後進を育てるよう言い遺した。
その剣技はメモリア魔法陣にて魔法使いの太陽丸とも互角に渡り合う程だが、剣が手元にないと情緒不安定になる。
サン同様初出作品は『1/Nのゆらぎ』だが、そこでは剣術の達人なのは同様だがとある出来事により剣を持つことが出来なくなった（剣を見るだけで気分が悪くなる）完全なギャグキャラで、作者曰く「別次元の存在」である。
メモリア魔法陣第一段階・第四戦敗退。
- 使用魔法：なし
- 使用剣技
  - 舞打（まいうち）　刀から闘気を無数に飛ばして攻撃する。斬るというより峰で叩く破壊の技。
  - 精霊廻身剣（せいれいかいしんけん）　サンから石の精霊を操る術を教わったことで使えるようになった技。剣の柄についた宝石から精霊を呼び出し、剣に纏わせて戦う……筈だったが精霊が臆病だったため剣ごと逃げられてしまった。

- 通称「砕剣（くだきのつるぎ）」 / 轟天乱馬（ごうてんらんま）
シュダンから借りた刃がない剣。斬るのではなく、使い手の魔力を破壊力に変換し、全てを破壊する破壊の剣。魔力を込める程に威力は増大するが、比例して重量が増すので非常に扱いが困難。遠方へ破壊の力を球状にして放つことも可能。
正式な名称はなく、使い手ごとに名前をつける習わしとなっており、「轟天乱馬」はカミッツの命名である。刀身の模様はよく見ると“1/Nのゆらぎ”と書かれている。

威塗（イド）　
ウォーブール国代表。投獄されていた囚人だが、国が開発した新兵器「魔導膨斧」のテストパイロットに選ばれ、罪の免除と仲間の釈放を条件に、魔法陣で優勝する使命を受ける。強大な魔力を有するマテリアル使いで、魔力を抑える枷すら易々と破壊できる。メモリア魔法陣敗退後、バレットの要請でヒルドゥマーロと共に封印解除儀式攻防戦に加わった。
自分が育てる花を「恋人達」と呼ぶ程の花好きで、投獄されたのも「訓練によって辺りの草花を焼いた軍人相手に暴れまわった」という理由から。不良のような風貌に似合わず優しい性格の持ち主で、肉体派に見えて案外理知的な面がある。周りにツッコミをよく入れるが、自分がボケることもある。魔導膨斧を授かった後からは、斧の形をしたピアスを耳につけている。
メモリア魔法陣第一段階・第三戦敗退。
- 使用魔法：なし
- 魔導膨斧（まどうぼうふ）
軍事国家であるウォーブール国が開発した魔力兵器（のプロトタイプ）。イドは説明を聞かされたとき、名前を「マーボードーフ」と勘違いした。
球体に近い、いびつなボディに四本の足が生えた形をしている。通常は一抱え程の大きさに圧縮されていて、使用者の魔力を吸収することで膨張、巨大なエナジーアックス（斧型の魔力の刃）を発生させる。
防御面に優れ、本体を覆う「魔甲ラバー」は物理攻撃を無効化し、五大石を組み込むことで展開するマジックバリアは魔法攻撃を無効化する。また自己学習機能もあり、単純な攻撃や一度受けた攻撃になら自動で対処できる。
メモリア魔法陣第一段階・第三戦でアクアのブラックブラックジャベリンズを受けて暴走事故を起こすが、ティトォの解析とリュシカの奮闘で停止した。弐号機（練習用）も登場したが、封印解除儀式攻防戦にて月花光刺態のヨマに一瞬で破壊された。

シャルロック　
五大石を護っていた辺境の一族「シャラカ族」の少年。石を狙って村を襲撃した月丸と太陽丸に自分以外の一族が皆殺しにされてしまい、唯一の生き残りとなる。元々強い魔力を持っており、三十指に引き入れられそうになっていたが、瀕死のエンペルドラゴンによって逃がされる。そして、力尽きたエンペルドラゴンの肉を喰らったことで、その魔力と魔法を受け継いだ。
一族の仇を討つ為、魔法使いが集まるメモリア魔法陣に出場し、太陽丸達と再会を果たし復讐を誓うが、お互い勝ち上がることが出来なかったため魔法陣では仇討ちは果たせずに終わる。しかし、命七乱月封印解除儀式の妨害に現れた太陽丸達にリゼルと協力して挑み、ついに仇敵を倒す。シャルロック本人は命まで奪うつもりは無かったが、太陽丸達はその場で自害した。
村で暮らしていたころは、唯一字の読み書きができる一方で臆病で狩りもまともにできず、一族の使命も「いかれてる」と嫌っていたため、村の大人達からは困り者を思われていたが、若い頃に彼の様な疑問を持っていたことがある長老は「どの時代でも一人はいる。いつの日か誰よりも強く使命に目覚める」とシャルロックの成長に期待していた。
魔法陣の戦いの中、受け継いだ魔力の影響で身体は青年の物になり、人間をはるかに超える身体能力を持つようになる。加えて太陽丸達との戦いの中、一族としての誇りを自覚することで精神的にも大きく成長する。それに伴い波の大きかった魔力が安定するようになり、魔法も使いこなせるようになった。
月丸と太陽丸を下した後は泳いでマージ島の対岸に渡り、そこでライトと接触。太陽丸が口にした「魔王の骨」の情報を伝えた。
メモリア魔法陣第二段階・第一戦敗退。
- 使用魔法：ドラゴンスフィア【属性「餌」、魔法レベル61】
月丸達の襲撃で、シャルロックを助け力尽きたエンペルドラゴンを喰らい習得した魔法。
あらゆる物を丸く封じ込める魔法。生物相手に使えば動きを拘束し、また魔力を内部に押し込め封じることもできる。初期はシャルロック自体が上手く力を使いこなせていなかったが、後に力の特性を理解することで、様々な使用法を編み出す。弱点として元々丸いものには効果がない。
魔法の由来を知ったシシメは、エンペルドラゴンの餌を球状に圧縮し保存する習性から生まれた魔法と推測している。

リゼル　
クリスタベース国代表。サンタクロースのような赤い服を着込んだ少年。18歳。魔法科学研究所で研究されていた人工的に魔法使いを作り出す実験として、母親のお腹にいるときに父親によって投薬された事で人造魔法使いとして生まれた。普段から体が冷気に包まれており、近くによると寒くなる。
出生の経緯は重いが、本人はそんなことも全く気にしない位のアホ。背は低く、年齢に見合わず子供っぽい。喧嘩屋的なところがあり、1対2での戦闘を好む。アイスが大好物で、いつもポケットに入っている。
メモリア魔法陣敗退後、命七乱月封印解除儀式の見物にマージ島を再訪したが、そこで月丸・太陽丸と戦うシャルロックに加勢した。儀式終結後はクリスタベースに帰国しようとして間違えてネクバーパのグノキングに乗り込んでしまい、成り行きでそのまま最終決戦に同行してしまっている。クゥ暴走後の消息は不明。
昔から背は低かったようで、6歳の頃には妹のリーザに身長を抜かれている。外伝において彼の幼少期がかなりデフォルメされた形で描写されており、それ以降はギャグキャラとして扱われるようになってきている。
メモリア魔法陣第二段階・第二戦敗退。
- 使用魔法：アイスランランス【属性「凍」、魔法レベル77】
左手から槍状の魔力を伸ばし、地面に刺して冷気の場を作り出すことにより、動いた物を凍らせる魔法。動きが速いほど凍るスピードも速いが、相手が氷を元から纏っていたり、逆に高熱に包まれている、または魔力に差がありすぎると効かない。槍の部分で直接攻撃・凍結も可能。
  - ア〰イスランチャー　槍を突き刺し凍らせた物を破裂させ、破片を散弾のように飛ばし広範囲を攻撃する技。

ヒルドゥマーロ　
ゴビ国代表。語尾に「ドゥーブル」をつけて喋る。生まれつき尾が生えており、手先よりも器用で力も強く木を簡単に叩き折れる。紅茶が好き。メモリア魔法陣に出場するも、出場者たちの中では実力は劣り、エイキにあっさりと敗れてしまった。しかし、マテリアル使いであるため常人なら耐えられない毒にも耐えるなど、身体は丈夫。また、火を放ってエイキの探知能力を妨害し、御風を援護するなど、その勝利に貢献した。その後、バレットの要請で封印解除儀式攻防戦に加わった。
メモリア魔法陣第一段階・第一戦敗退。
- 使用魔法：なし
- デッドスパイラル
尾を矢のように突き刺す技。本編には未登場だが、単行本のおまけページによれば「余り好きではない」との理由から滅多に使わないという。

### 「三人」の主人公の親族
アロア
→三大神器の項を参照。
マギ
100年余り前、ドーマローラ消滅の際亡くなったプリセラの恋人。プリセラのお腹の子の父親になる筈だった人物。職場の上司とのちょっとしたいざこざで弾みで仕事を辞めてしまい、その後再就職することもなくプリセラの稼ぎで暮らしていた。

### 女神の三十指の親族・関係者
ヒューとビンズ
クライムの子分2人組。大金に免疫がないクライムの代わりに金の運搬をしたりする。どっちがヒューでどっちがビンズなのかは不明。
ジャッカ
声 - 橘龍丸（ボイスコミック版）
ジャンクーアの息子で、ピスカの兄。
目つきの悪さを含めて父親似だが、左側頭部に尾のような突起物がある。
パキ島での最終決戦の2年後、妹やミカゼとともに旅に出る。月丸と太陽丸は、アダラパタの命でメモリアに呼ばれるまで、彼と妹を追跡しようとしていた。
ピスカ
声 - 田中美海（ボイスコミック版）
ジャンクーアの娘で、ジャッカの妹。
額にネジがあり、これを回すと体力が回復するという特徴がある。『マテリアル・パズル ゼロクロイツ』に登場する「廻天の術」に似ているが関連は不明。マテリアル・パズル ゼロクロイツ#用語も参照。

### 神獣伍式隊
かつてティトォたちがメモリアに滞在していた頃に存在した、三神器によって滅ぼされた国の生き残りによって復讐のために結成された一団。神獣真隊、麒麟隊、応龍隊、鳳凰隊、霊亀隊の5つに分かれている。
魔導具を集めており、その力で各地に眠る神獣を手に入れて三神器を打倒しようとしていた。
裏切り者によって主要メンバーの多くが殺されて壊滅、解散した。
ニニ
神獣伍式隊総隊長兼神獣真隊隊長。大地からドラゴンのような神獣を呼び出す力を持つ。裏切り者の最後の悪あがきによって死にかけるが兄によって助かり、数十年後である第４章の時代に目覚めてミカゼたちと共に大地の危機に立ち向かう。
クロフト
神獣伍式隊副隊長。神獣真隊副隊長の青年。ニニの兄。実質的なリーダー。剣仙十二客の弟子で次期剣仙候補の腕前。ニニを救うためにバレットに支魂の術を施してもらい、死亡する。
ヤズマ
麒麟隊隊長。剣仙十二客の弟子で次期剣仙候補の腕前。後に剣仙を継ぐが、コルクマリーによって剣技を奪われ殺害される。
ゾンジ
麒麟隊副隊長。元野党で神獣伍式隊を襲って返り討ちに遭うも、彼らの配下となる。隊の壊滅後も剣と魔力の腕を磨き続け、自らの魔法を編み出してクリスタベース国に現れる。
- 使用魔法：走馬灯車輪現（そうまとうしゃりんげん）【属性「不明」、魔法レベル不明】
剣閃を龍に変換する魔法。斬撃が生きた龍となって自在に動く。

ガルモッチャ
応龍隊隊長。剣仙十二客の弟子で次期剣仙候補の腕前。裏切り者に殺される。
クインベル
応龍隊副隊長。故郷であるクリスタベースで国の裏側を知り殺されかかったところを神獣伍式隊に救われた少女。隊の壊滅後は亡き隊長の想いを継ごうと力を求めて女神の三十指の一人となる。
ヤトイデカ
応龍隊隊士。何も考えてない風を装うが本性は狡猾。乗っ取り目的を隠して入隊、バレットが捕縛されたのを期に神獣伍式隊を裏切り壊滅させる。
- 使用魔法：葬送六花爪（そうそうりっかそう）【属性「爪」、魔法レベル53、魔法アイテム：猫手】
傷つけたものを凍結させる爪の魔法。左右三本ずつ六つの爪が展開される。
右の爪で傷つけた生物の精神、左の爪で傷つけた生物の肉体を凍結させる。凍結といっても氷や低温によるものではなく、フリーズしたように機能不全に陥る。
左右の爪で十字傷を付けた場合、生物でも水でも雷でも空気でも地面でも、あらゆるものを凍結させる効果が発生する。こちらの場合は傷つけた場所からある程度の範囲が氷が覆うように硬く凍結するが、熱でも解けない。凍結したものを即席の盾や武器として利用することもできる。

アッシュペイン
鳳凰隊隊長。剣仙十二客の弟子で次期剣仙候補の腕前。ニニごと神獣を奪ったヤトイデカに致命傷を負わされ、最後の力でクロフトを凍結から解き放ちニニを助けるように言い残して死亡。裏切り者に殺される。
ネイネ
鳳凰隊副隊長。隊の壊滅後は故郷に戻り、サンに修行を付けている。
ミッドラッド
霊亀隊隊長。剣仙十二客の弟子で次期剣仙候補の腕前。裏切り者に殺される。
イルチ
霊亀隊副隊長。神獣伍式隊に魔導具の力を重ねて強化する「併せ」の術を伝えた。

### その他
ネクバーパ
海賊の船長。巨大甲殻竜「グノキング」で子分らと共に海を渡り、世界中の珍奇なものを集めてまわっている。キツネのおめんを被っていたミカゼを珍奇な生き物と勘違いして捕獲した。ミカゼのことを「キツネマン」と呼ぶ。さらにミカゼのおめんを「どうにかして」やり、色々パワーアップさせるが、そのミカゼに珍奇な効果音と共に蹴り飛ばされる。メモリアに来た時は、ダークアイ・Qに一目惚れして飛び付くが返り討ちにされる。その後もちらほらとギャグシーンに登場。
水に棲む生き物と会話が出来るマテリアル使い。身体能力や戦闘技術も高く、当初はミカゼでも敵わなかった。
かつてジャンクーアの修行風景を目にしたことがあり、その迫力に圧倒され、恐怖のあまり逃げ帰った。以来魔法使いには手を出さないようにしている。
最終決戦の場であるパキ島へティトォ一行（と間違えて乗ってしまったリゼル）を送ったが、その後消息を絶っている。
一見義手に見える右手のハサミは、中にしっかり手がある（ムレるのでたまに外す）。小型版や両手版といったバリエーションも存在。
- 集めた珍奇なもの：海パンダ　海ねこ　わらひ石　その他いろいろと変な動物

来徒（ライト）　
記者をしている青年。生まれつき不治の病に冒されており、かつては10年生きられるかどうかというほどだったが、医学の進歩のおかげで薬は手放せないものの生き続けている。
祖父は万（バン）という富豪であり、孫である彼を救うために不死であるティトォらを捕獲しようとしていたが、その際女神についても知りすぎてしまったため、三十指の月丸と太陽丸に殺されてしまった。祖父のためにも女神の真実を世界に伝えるためにデータを引き継ぎ、またティトォら三人についてもTAP（タップ：ティトォ、アクア、プリセラの頭文字から）と呼び調査を続けていた。
メモリアに着いてからは、女神についての情報をティトォとバレットに提供した他、「斬り裂き魔」が三十指の一人ということを推理し、シュダンやカミッツ、サンと協力して事件の解明を進めた。
ゴビ国の使節
本名不明。魔法陣に出場するヒルドゥマーロに随伴してメモリアにやって来た。語尾に「ナリ」をつけて喋る。
コミドルに斬り裂き魔の疑いがかけられた時、彼がゴビから送られたスパイである事を敢えて明かしてその潔白を証明した。常に飄々としているが、メモリアとその王であるバレットに対しては挑戦的な姿勢を取っており、メモリア魔法陣発動に至る一連の経緯に付いてバレットを問いただし、女神側の真の目的を知る。
リーザ
リゼルの妹。2つ年下だが外見も性格もリゼルより明らかに大人で、兄を呼び捨てにする。外見は正確に言うとケバいのだが、それを指摘されるとキレる。リゼルは彼女に全く頭が上がらない様子。
パン神
パン職人に突然降りてくると言われている神。気まぐれな神でいつ降りてくるかも分からないが、降りてきたときにはどんな達人でも作りえない「パンを超えたパン」を作れるという。
最初はパン職人の妄言と思われたが、メモリア魔法陣の試合中、リュシカの元へ本当に降臨。彼女へパンづくりの技術を、魔法の構築に応用する術を伝授する。長髪の美形で威厳もあり、また魔導膨斧を腕の一振りで吹き飛ばすほど強い。その一方で首のチョーカーには「ふっくらやわらか」と書かれており、またピィゲルの笑いの神への祈りに勘違いで反応したこともある。
モルガン
グリンのペットだった亀。バレットが連れてきたがすぐに死んだ。穿印のハンマーの先端にその墓が付いている。なお、このモルガンとは別だが作中では他にもモルガンと名づけられた犬がいた。
バルラ
大昔の領地侵略により土地を追われたアルカナ大陸東部の民族ムーブ族を扇動し、反政府運動を起こした男。メモリアから最新の武器を仕入れ、三十指のコクマとドルチルを雇って戦争を計画していたが、特捜隊のジール・ボーイ一人によって阻まれ、身柄を拘束される。この一件は後に「バルラ事件」と呼ばれるようになる。
ロイド、ネオ、ルーベ
ムーブ族の男達。首謀者であるバルラの逮捕を受けて、夢を諦め帰ろうとしていたところをアダラパタに極楽連鞭で操られ、アクアたちを襲撃する。アクアらに気絶させられ正気を取り戻した後、ミカゼにコクマの魔法のことを伝えた。
チェリー
アクアたちが旅の途中で泊まった宿屋の娘。歌が好きで、彼女に妹のアロアの面影を見たアクアから可愛がられた。
シャン
シャラカ族一の武勇を誇っていた男。現在では操れる者がいなくなったエンペルドラゴンを唯一乗りこなすことができる。一族を虐殺した月丸に対し激昂し、エンペルドラゴンにまたがり戦いを挑むも、敗北し殺される。
ミュラ
本編開始の50年前の人物。殺し屋だが仕事を続けるべきか迷っていた。ある日、依頼された標的の人物ともども土砂崩れに遭い、瀕死の重傷を負ったところに現れたアクアによって不思議な体験をする。
ポルキ
「牢獄の島」に住んでいた少年。ジャンクーアをその見た目から賊と勘違いした。村が流行り病によって苦しんでいたため、医者であるジャンクーアを村に招き入れるが、自身もその病気にかかってしまう。彼のその後の経過については不明。
漁師
ティトォらと三大神器との最終決戦のあった日に、普段は行かないパキ島に船が流され、そこでデュデュマとクードラドールが対峙する光景を目撃する。その情報は2ヶ月半後、ティトォらが未だ帰還しない事に不安を募らせていたメモリア城に報告された。